# Organización Nacional (Argentina)
Organización Nacional es el nombre que recibe en la historia de la Argentina el período comprendido entre la derrota del régimen rosista en la batalla de Caseros, ocurrida en 1852, y el acceso al poder de la llamada Generación del 80, alrededor del año 1880.
En este período se definió el enfrentamiento histórico entre el Partido Federal y el Partido Unitario, enfrentados en las guerras civiles argentinas, organizándose definitivamente el país como una federación de provincias. Se produjeron cambios profundos en la configuración del Estado argentino: se sancionó la Constitución Nacional de 1853, que permitió constituir una república federal con autoridades nacionales; tuvo lugar la Guerra contra el Paraguay que modificó los equilibrios regionales; se produjeron las últimas guerras civiles argentinas que derrotaron definitivamente a los caudillos y los gauchos; se realizó la llamada Conquista del Desierto contra los pueblos indígenas, triplicando el territorio nacional; se resolvió la "cuestión capital" con la federalización de Buenos Aires; se inició el movimiento de inmigración ultramarina que modificaría radicalmente la población del país; se modernizaron las comunicaciones internas –iniciándose el tendido de la red ferroviaria argentina– y las externas, con la construcción de nuevas instalaciones portuarias; se extendió la educación primaria gratuita, se crearon gran cantidad de escuelas primarias y secundarias y se sancionaron las leyes de tierras que promovieron el latifundio y limitaron el acceso a la propiedad rural de los inmigrantes y la población nativa.
El período se divide claramente en dos subperíodos muy diferentes entre sí: durante los diez primeros años, la Argentina estuvo de hecho dividida en dos estados, la Confederación Argentina y el Estado de Buenos Aires, cada uno con sus autoridades y legislación propias. Luego de dos guerras entre ambos estados, que finalizaron respectivamente con las derrotas de Buenos Aires en la Batalla de Cepeda de 1859 y de la Confederación en la Batalla de Pavón de 1861, el país se unificó definitivamente. Sobre el final del período se constituyó el Partido Autonomista Nacional, estableciendo una nueva hegemonía nacional que lo mantendría en el poder sin alternancias durante cuarenta y dos años.

## Antecedentes
El Río de la Plata obtuvo su independencia del Imperio Español a través de la Revolución de Mayo de 1810, aunque no todo el territorio se incorporó a las llamadas Provincias Unidas del Río de la Plata. Una prolongada guerra contra la antigua metrópoli le permitió sostener esa independencia, que fue formalmente declarada en el año 1816.
Desde el año 1814 se produjeron enfrentamientos entre las tendencias centralistas de la capital, Buenos Aires, y las tendencias centrífugas de varias provincias. El Partido Federal sostuvo una larga guerra civil, al término de la cual logró evitar el sojuzgamiento por parte del gobierno central, al precio de destruir toda forma de organización nacional. A partir de 1820, cada provincia se administró por sí misma.
Durante ese período se produjo una transformación profunda de la estructura económica del país: las regiones otrora más prósperas, tales como el noroeste, Cuyo y el noreste –cuyas economías eran motorizadas por el intercambio comercial con el Alto Perú, Chile y Paraguay respectivamente– sufrieron una marcada declinación debido al proceso independentista y a la competencia de los productos industriales –de origen mayoritariamente británico– con sus producciones artesanales e industriales. Paralelamente, el Litoral argentino –cuya importancia económica durante el Virreinato del Río de la Plata había estado muy limitada– experimentó los efectos de una rápida valorización de los productos ganaderos, especialmente carne en forma de tasajo y cueros, que le permitieron ponerse al frente de la economía del país. Por otro lado, la Provincia de Buenos Aires se adueñó de los ingresos de la Aduana que servía a todo el país, la principal fuente de ingresos públicos. El comercio exterior fue monopolizado por los comerciantes extranjeros, especialmente británicos.
Enfrentados a los federales, los unitarios intentaron repetidamente recuperar el control de las provincias y centralizar el gobierno. Sucesivas guerras civiles azotaron las provincias durante casi todo el período en que el estado nacional dejó de existir. Dos constituciones de cuño unitario, sancionadas en los años 1819 y 1826, fueron desconocidas por la mayor parte de las provincias.

### La Confederación y el gobernador Rosas
Las provincias gobernadas por los federales firmaron en 1831 el Pacto Federal, que desde el año siguiente reguló las relaciones entre todas ellas. Por el mismo se delegaban las relaciones exteriores y de guerra internacional en el gobernador de Buenos Aires, y se establecía que, en caso de conflicto armado, el mando militar recaería en el gobernador de la provincia en que se combatiera. Fuera de esas dos instituciones –por otro lado muy relativas– no se establecía autoridad nacional alguna.
A partir de ese momento se generalizó el uso del término Confederación Argentina para nombrar al país. Desde 1835 en adelante, el estanciero Juan Manuel de Rosas gobernó ininterrumpidamente la provincia de Buenos Aires, oponiéndose enérgicamente a la organización constitucional del país. En parte para evitar nuevos enfrentamientos por esa causa y porque no creía que las leyes por sí mismas cambiaran las estructuras políticas de un país; pero también para conservar el monopolio de la Aduana, el control de los ríos Paraná y Uruguay, y el de la política interna de las provincias por medios militares y económicos.
Rosas mantuvo su poder por medio de la persecución de sus enemigos políticos y las alianzas militares con los gobiernos provinciales, logrando vencer numerosas revueltas en su contra y conservando el gobierno durante dieciséis años. Incluso derrotó a dos ataques de potencias europeas.
La estabilidad del sistema político implementado por Rosas evitó la posible disgregación del país en numerosos estados independientes al precio de suprimir las libertades individuales; las provincias mantuvieron su autonomía política, pero en la práctica terminaron subordinadas a los deseos de Rosas.
Además de los unitarios, durante el gobierno de Rosas surgieron al menos dos grupos opositores más: los "lomos negros", federales descontentos con el control político de Rosas, y los jóvenes intelectuales románticos, que consideraban que –bajo el poder de Rosas– el país estaba perdiendo la oportunidad de gozar de todos los beneficios de la "civilización". Rosas los llamó a todos, indistintamente, "unitarios", y a todos ellos logró derrotarlos.
Rosas y sus aliados enfrentaron también una larga guerra civil en el vecino Uruguay, donde gran parte de sus enemigos políticos se habían refugiado.

### Caseros

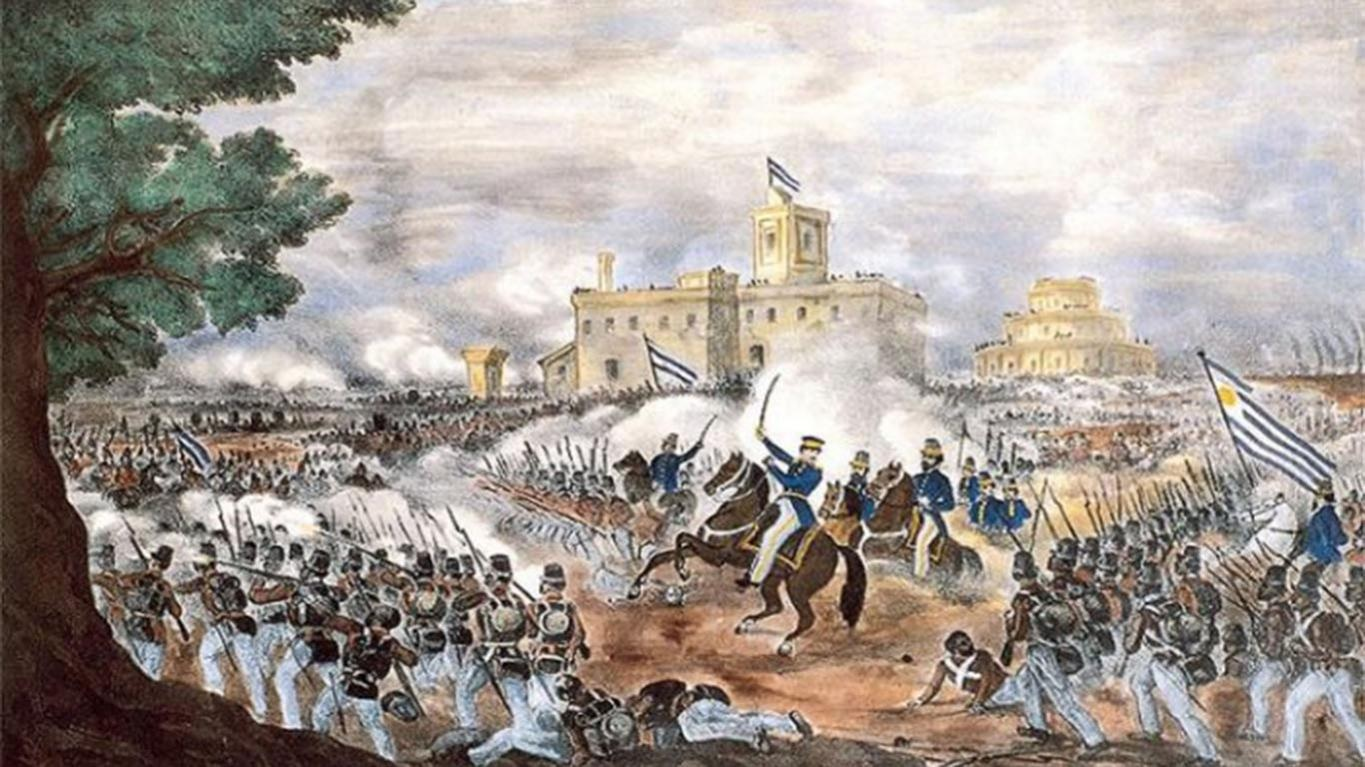
Batalla de Caseros.

El 1 de mayo de 1851, Justo José de Urquiza, gobernador de Entre Ríos adicto hasta entonces a Rosas, decidió romper públicamente con este y forzar la sanción de una constitución nacional. Aliado al Imperio del Brasil, invadió primeramente el Uruguay, donde saldó la victoria a favor de los enemigos de Rosas e incorporó a su ejército las tropas de ambos bandos. Luego firmó una alianza con el nuevo gobierno uruguayo, con el Brasil –que aportó una gran cantidad de dinero– y con la provincia de Corrientes.
Al frente de su ejército invadió primeramente la provincia de Santa Fe y luego la de Buenos Aires. Rosas contaba con el respaldo de los gobernadores de las demás provincias, pero ninguna de ellas movilizó fuerzas en su apoyo. El 3 de febrero de 1852, en la Batalla de Caseros, el ejército al mando de Urquiza derrotó al ejército mandado por Juan Manuel de Rosas. Este abandonó el país.

## Después de Caseros (1852-1854)

### En Buenos Aires
En los días que siguieron a la derrota de Rosas, en Buenos Aires se produjo un vacío absoluto de poder; cundió el desorden, y la ciudad fue saqueada por los dispersos de Caseros. Urquiza nombró gobernador provisional a Vicente López y Planes, y el Ejército Grande –encabezado por el entrerriano– entró en Buenos Aires.
Apenas llegada a Montevideo y a los demás países vecinos la noticia de Caseros, los emigrados emprendieron el regreso a Buenos Aires. Los rosistas, por su parte, no se resignaban a perder su lugar destacado en la sociedad.
Tras algunas semanas de reacomodamiento, se formaron dos grupos políticos netamente diferenciados: por un lado, los federales o urquicistas, que defendían el proceso de organización nacional bajo un poder federal. Entre sus integrantes estaban Vicente López y Planes, su hijo Vicente Fidel López, Francisco Pico y Juan María Gutiérrez.
Por su parte, el Partido Liberal –muy heterogéneo– estaba formado por los partidarios de la ruptura con la Confederación. En un primer momento fue dirigido por Valentín Alsina, que defendía los privilegios que siempre había tenido Buenos Aires sobre el resto de las provincias. Al poco tiempo surgieron nuevos líderes, como Bartolomé Mitre, Dalmacio Vélez Sársfield y Domingo Faustino Sarmiento. Todos ellos se oponían a la política de Urquiza, a quien consideraban un caudillo provinciano que aspiraba a dominar a la provincia, a la capitalización de Buenos Aires, y a la nacionalización de los derechos de la aduana. Proponían el aislacionismo de la provincia y aun la secesión de la misma del Estado nacional.
Ambos grupos tuvieron sus periódicos, que se dedicaban a publicar las ideas de los dirigentes y defender sus posturas políticas.
Los liberales triunfaron en las elecciones de abril para renovar la Sala de Representantes, la cual fue establecida el 1 de mayo; por presión de Urquiza, la misma confirmó a Vicente López como gobernador titular, pero este carecía del apoyo de la Legislatura.

### En las provincias
Apenas entrado en Buenos Aires, Urquiza envió una misión a las provincias, para explicar sus intenciones de restablecer la vigencia del Pacto Federal y emprender la organización constitucional. Bernardo de Irigoyen cumplió eficazmente su cometido: las provincias delegaron en Urquiza el manejo de las relaciones exteriores y aceptaron el proyecto de organización nacional.
En la provincia de Santa Fe, la invasión urquicista había reemplazado al gobernador Pascual Echagüe por un grupo de dirigentes partidarios de Urquiza, que por un tiempo se alternarían con dirigentes más claramente unitarios. En Corrientes, el gobernador que se había aliado con Urquiza se tomó demasiado tiempo para regresar de la campaña a Buenos Aires, por lo que los dirigentes unitarios lo derrocaron en ausencia, nombrando en su lugar a un colaborador cercano de Urquiza –aunque de simpatías liberales– Juan Gregorio Pujol. Urquiza, en cambio, fue reelegido gobernador de Entre Ríos por unanimidad.
El resultado de la Batalla de Caseros tuvo efectos muy distintos en las provincias del interior. En algunos casos, como en Córdoba, Salta, Jujuy y Mendoza, sendas revoluciones derrocaron a sus gobernadores.
Otros dos gobernadores, los de San Juan y Tucumán, fueron derrocados mientras estaban en San Nicolás; ambos recuperaron sus gobiernos, pero nunca recuperarían el control total de la situación política en sus provincias.
En Santiago del Estero y Catamarca, los gobernantes de las últimas décadas fallecieron entre 1851 y 1852, siendo reemplazados por dirigentes más cercanos a la tradición unitaria.
Los nuevos gobernadores fueron –en casi todos los casos– antiguos personajes de segunda línea de los gobiernos rosistas, que rápidamente tomaron partido por Urquiza. Las únicas dos provincias que conservaron sus gobiernos fueron La Rioja y San Luis, pero ambos se adaptaron rápidamente a expresar públicamente su lealtad a Urquiza, como ocurrió también con los gobernadores de San Juan y Tucumán cuando recuperaron sus gobiernos.
No todos ellos eran aliados seguros para Urquiza: los gobernadores de Corrientes y Santiago del Estero estaban notoriamente más cerca de las posiciones porteñas que del círculo que rodeaba a Urquiza. Sin embargo, la evolución de los acontecimientos posteriores los obligaría a alinearse con el gobierno de la Confederación.

### El Acuerdo de San Nicolás
El 6 de abril, los representantes de Buenos Aires, Corrientes, Entre Ríos y Santa Fe firmaron el Protocolo de Palermo, que restablecía la vigencia del Pacto Federal, delegaba en Urquiza el manejo de las relaciones exteriores y le encargaba la reunión de un Congreso Constituyente.
Para agilizar la reunión del congreso constituyente y fundamentar legalmente su autoridad, Urquiza invitó a los gobernadores de todas las provincias a una reunión que se celebraría en San Nicolás de los Arroyos.
El 31 de mayo se firmó el Acuerdo de San Nicolás. El mismo establecía –entre otros puntos– la vigencia del Pacto Federal de 1831; la reunión de un congreso general constituyente en Santa Fe a partir de agosto de ese mismo año, integrado por dos diputados por cada provincia, los cuales actuarían sin instrucciones que restringieran sus poderes; y la creación del cargo de Director provisorio de la Confederación Argentina, que recayó en el general Urquiza.
El Acuerdo fue ratificado por todas las provincias, con la única excepción de la de Buenos Aires.

### Urquiza y Buenos Aires
La noticia de lo resuelto en San Nicolás agitó el localismo de los porteños, que se oponían al criterio de igualdad de representación de las provincias en el Congreso, ya que –de haberse fijado alguna forma de proporcionalidad– a Buenos Aires le hubieran correspondido más representantes que a las demás. También se oponían al uso de los ingresos de la aduana porteña como ingresos nacionales; y finalmente, se oponían a la persona de Urquiza y a la delegación en éste de poderes nacionales.
A lo largo del mes de junio, la legislatura porteña discutió sobre la aceptación o rechazo del Acuerdo de San Nicolás. Los principales oradores en contra de su aprobación fueron Mitre –que fundamentaba su rechazo en el poder despótico que se entregaba a Urquiza– y Dalmacio Vélez Sársfield, que sostenía que los gobernadores carecían de atribuciones para crear autoridades, lo cual competía al Congreso Constituyente. Los ministros Vicente Fidel López y Juan María Gutiérrez, y el diputado Francisco Pico defendieron el Acuerdo.
Hubo ruidosas manifestaciones en contra del Acuerdo, y en definitiva este fue rechazado el 22 de junio. En respuesta, el gobernador López y Planes presentó su renuncia, que le fue aceptada, y en su reemplazo fue nombrado el presidente de la Legislatura, general Manuel Guillermo Pinto, con carácter provisional.
Urquiza estaba todavía en Palermo, y reaccionó con rapidez: el 24 de junio ordenó a su ejército ocupar la capital, disolvió la Sala de Representantes, repuso en su puesto a López y ordenó la detención y destierro de varios opositores.
El 26 de julio, ante una nueva renuncia de López, Urquiza asumió personalmente el gobierno de Buenos Aires. En su carácter de director provisorio de la Confederación, dispuso la convocatoria al Congreso Constituyente, prohibió la confiscación de bienes en toda la Nación, abolió la pena de muerte por delitos políticos y declaró que el producto de las aduanas exteriores era un ingreso de la Nación.
En septiembre de 1852, Urquiza partió hacia Santa Fe para iniciar las sesiones del Congreso Constituyente.

### El Once de Septiembre
El 11 de septiembre de 1852 estalló un levantamiento militar con apoyo civil contra la autoridad de Urquiza y su delegado, que se embarcó hacia Entre Ríos, pero parte de sus tropas –especialmente las correntinas– se unieron a la revolución; incluso los antiguos rosistas se unieron a la revolución. Restablecida, la Sala de Representantes desconoció al Congreso Constituyente, ordenó el regreso de los dos diputados porteños a la misma y reasumió el manejo de sus relaciones exteriores.
Al tener noticias de la revolución, Urquiza había ordenado a sus tropas regresar contra Buenos Aires; pero, al ver que la revuelta tenía apoyo popular, regresó a Entre Ríos. Tras un breve interinato del general Pinto, en octubre fue nombrado gobernador Valentín Alsina.
A partir de ese momento, el llamado Estado de Buenos Aires se manejó como un país independiente de la Confederación.
Alsina pretendió expandir la revolución porteña al resto del país y ordenó al general José María Paz marchar hacia su provincia natal, Córdoba, donde debía proponer la reunión de un congreso constituyente en Buenos Aires, que haría fracasar el de Santa Fe. El gobernador de Santa Fe ordenó que se le impidiera cruzar su territorio, y el de Córdoba rechazó la invitación.
Paz fue nombrado comandante de las fuerzas acantonadas en San Nicolás, con las que se planeaba invadir Santa Fe.
Mientras tanto, las fuerzas correntinas fueron enviadas de regreso a su provincia, con la misión de invadir Entre Ríos en su camino. Pero las fuerzas desembarcadas en Concepción del Uruguay fueron derrotadas y debieron huir a Corrientes; y otra división se reembarcó hacia Buenos Aires. De modo que la proyectada invasión de Paz al interior fue suspendida.

### Levantamiento de Lagos y sitio de Buenos Aires
Tras la batalla de Caseros, las fuerzas de la capital quedaron a cargo de oficiales con antecedentes unitarios. La situación en las guarniciones del interior de la provincia era mucho más complicada, ya que los recién llegados no tenían experiencia en la guerra contra los indígenas, por lo que Urquiza y López debieron recurrir a varios de los jefes y oficiales que habían prestado servicio en tiempos de Rosas. Las crisis políticas a lo largo del año 1852 significaron, para varios de ellos, sucesivas bajas y altas en el servicio activo, especialmente para los jefes de más alta graduación.
A poco de estallar la revolución de septiembre, el gobierno reincorporó a muchos antiguos jefes rosistas como jefes de campaña, aunque no los consideraban confiables. Cuando el gobierno porteño inició planes para una guerra generalizada contra el interior, los jefes rosistas se rebelaron: el 1 de diciembre, el general Hilario Lagos se pronunció contra el gobierno de Alsina. Este presentó la renuncia el día 6, y por tercera vez asumió el gobierno provisional el general Pinto.
Un asalto de las fuerzas de Lagos al centro de la ciudad fue detenido con gran esfuerzo, tras lo cual las tropas federales pusieron sitio a la ciudad de Buenos Aires. Poco después, un intento de las fuerzas del gobierno porteño de ocupar parte del interior de la provincia fracasó en la Batalla de San Gregorio; para ayudar a defender la ciudad, las tropas de Paz fueron llamadas a Buenos Aires y San Nicolás también fue abandonada a los federales.
Urquiza apoyó la revuelta de Lagos al frente de un importante ejército, y la escuadra de la Confederación bloqueó la ciudad. Durante varios meses, Urquiza volvió a residir en los alrededores de Buenos Aires; periódicamente había choques en los alrededores de la capital, y también hubo varios combates navales en el Río de la Plata y el Paraná.
El gobierno porteño resolvió la crisis por medio del soborno: primeramente coaccionó a varios jefes federales para abandonar el sitio, y luego sobornó al comandante de la escuadra de la Confederación, el norteamericano John Halstead Coe, para entregar su flota al gobierno porteño. En julio de 1853, el ejército sitiador se disolvió y Urquiza regresó a Entre Ríos.

### La Constitución Nacional (1853)
El Congreso Constituyente fue inaugurado en Santa Fe en noviembre de 1852; Urquiza, su gestor, no pudo asistir debido a la invasión porteña a Entre Ríos. Los diputados, que en su mayoría habían sido elegidos por los gobernadores con la anuencia de Urquiza, representaban todas las tendencias del pensamiento político argentino: federales, antiguos unitarios, integrantes de la generación del '37, ultracatólicos y liberales. Facundo Zuviría, diputado por la provincia de Salta, propuso que se pospusiera la discusión sobre la constitución hasta que todas las provincias estuviesen representadas, pero la mayoría rechazó esa posición.
La tarea de redactar el proyecto recayó fundamentalmente en los diputados Benjamín Gorostiaga y Juan María Gutiérrez. El texto que estos presentaron estaba basado en el proyecto de constitución que había propuesto Juan Bautista Alberdi en Bases y puntos de partida para la organización política de la República Argentina; el mismo estaba inspirado, a su vez, en la Constitución de los Estados Unidos de América y las constituciones argentinas de 1819 y 1826, que seguían la tradición de la Constitución española de 1812.
El proyecto fue aceptado con pocos cambios: la elección de la forma de gobierno no fue un problema, ya que todos aceptaban la republicana, representativa y federal, aunque los poderes delegados al gobierno federal –y dentro de este al Poder Ejecutivo– fueron muy amplios. En el artículo 14 se establecieron las libertades esenciales; también se fomentaba expresamente la inmigración.
Las discrepancias se presentaron en temas como la libertad de cultos y la religión del Estado: algunos diputados consideraban indispensable establecer el catolicismo como religión de Estado; finalmente se aprobó una fórmula mixta, en que el catolicismo sería la religión sostenida por el Estado pero se garantizaba la práctica de otras religiones. Otro tema discutido fue la capital de la república: a pesar de la secesión de la provincia de Buenos Aires, el artículo 3 de la Constitución la declaraba capital del país. Hubo también discusiones sobre los derechos de aduana, que fueron declarados un recurso nacional.
Las provincias conservaban su autonomía y debían darse su propia constitución. Aunque la Constitución nombraba al país como Confederación Argentina, el régimen establecido era el de una república federal. En la práctica, durante la primera década el sistema político funcionaría como una federación de provincias, aunque unidas por un vínculo más firme que el que había existido durante el régimen rosista.
El 1 de mayo de 1853 fue sancionada la Constitución, la cual fue jurada en asambleas públicas en las capitales provinciales.

## Presidencia de Urquiza (1854-1860)

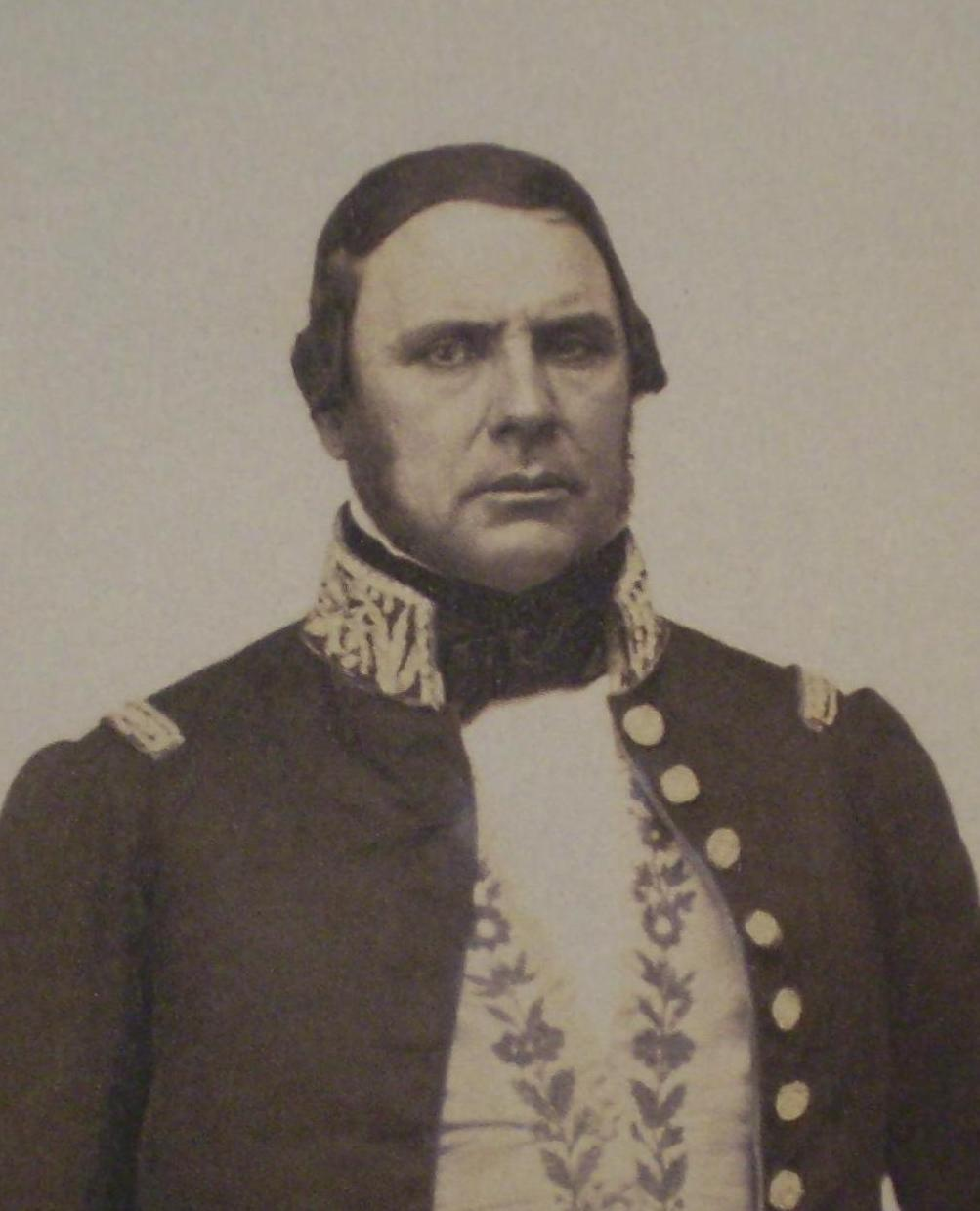
El presidente Justo José de Urquiza.

Realizadas las elecciones, fue elegido presidente Justo José de Urquiza, acompañado por Salvador María del Carril como vicepresidente. La capital fue establecida en forma provisional en la capital de la provincia de Entre Ríos; para ello se federalizó todo el territorio de la provincia, que pasó a estar gobernada directamente por el presidente.

### Política interna
Poco después de asumir su gobierno, Urquiza viajó a Córdoba a presidir una reunión de los gobernadores de las provincias vecinas, con lo cual quiso mostrar la firme unión entre las mismas, amenazadas tanto por la política de Buenos Aires como por la reciente historia de divisiones entre ellas.
Una vez establecido en Paraná, Urquiza convocó a elecciones de diputados y senadores, inaugurando las primeras sesiones del Congreso Nacional el 22 de octubre de 1854. La organización del Poder Judicial presentó mayores dificultades debido a la escasez de personal capacitado: si bien el presidente designó a los miembros de la Corte Suprema de Justicia y sancionó la ley para la organización de las Cámaras Federales, la Justicia Federal nunca llegó a funcionar.
La Confederación no tenía recursos políticos ni económicos para llevar adelante grandes iniciativas públicas. Una de las materias en que logró más éxitos fue la conformación de un ejército nacional. Las fuerzas provinciales se mantuvieron autónomas, pero el gobierno logró organizar regiones militares que pudieran funcionar como unidades militares en el futuro.

### Relaciones exteriores
Poco después de la batalla de Caseros, Urquiza había reconocido a nombre de la Confederación la independencia del Paraguay –que nunca había sido reconocida por Rosas– por medio de un convenio, y a continuación declarado libre la navegación de los ríos.
La división entre la Confederación y Buenos Aires planteó un problema a los representantes diplomáticos acreditados en la Argentina: si bien reconocían la autoridad de Urquiza sobre todo el país, la enorme mayoría de sus intereses comerciales y sus ciudadanos residentes estaban en Buenos Aires. De modo que sostuvieron ministros plenipotenciarios en Paraná y cónsules en Buenos Aires, tratando de mediar a favor de la unión nacional.
Pese a la importancia que Urquiza y su gobierno daban a las relaciones con las principales potencias extranjeras, su primera prioridad fue solucionar un grave obstáculo a las relaciones con las monarquías europeas: lograr el reconocimiento de la independencia argentina por parte de España. Juan Bautista Alberdi representó a la Confederación ante la Corona española, pero también Buenos Aires tuvo su cónsul en España, lo que complicó las negociaciones. El 9 de julio de 1859, finalmente, Alberdi firmó un tratado con España, por el cual la antigua metrópoli reconocía la independencia argentina; el mismo fue rechazado por Buenos Aires, debido a que se reconocía la ciudadanía española de los hijos de españoles nacidos en la Argentina.
Gran Bretaña logró la anulación del tratado de 1849, por el cual Rosas había obligado a ese país a reconocer la soberanía argentina sobre sus ríos interiores.
También se iniciaron relaciones diplomáticas con el Reino de Cerdeña –el más importante de Italia, y en torno al cual se unificaría poco después ese país– y con la Santa Sede, con la cual la Argentina no había tenido relación alguna desde las discusiones sobre el patronato eclesiástico durante la década de 1830.
Las relaciones con el Brasil estuvieron orientadas principalmente a la cuestión de la navegación de los ríos y a las relaciones de ambos países con el Paraguay. La relación con este último país –celoso defensor de todos los atributos de su soberanía– se vieron empañadas por la firme actitud del gobierno paraguayo ante las potencias extranjeras, especialmente con relación a Estados Unidos, que estuvo a punto de atacar a ese país por un incidente menor. La favorable resolución de ese problema facilitaría la mediación paraguaya para resolver los conflictos entre Buenos Aires y la Confederación en 1859.

### Economía y comunicaciones
Poco después de la batalla de Caseros, las provincias abolieron todos los derechos de tránsito entre las provincias; sin embargo, la falta de recursos de los gobiernos provinciales los llevarían a la creación de impuestos locales que gravaban las mercaderías en tránsito.
La coyuntura internacional en la década de 1850-1860 resultaba favorable para los productos ganaderos. La producción lanera había visto un rápido crecimiento durante los últimos años de la época de Rosas, empujada por los favorables precios internacionales, la caída de los costos de transporte y la llegada masiva de pastores especializados en esa rama de la producción, especialmente vascos e irlandeses. Esta tendencia continuó a lo largo de los años que siguieron a Caseros, iniciándose el llamado "ciclo de la lana", que duraría hasta la crisis de 1890. El renglón más importante de las exportaciones argentinas pasó a ser la lana, y el propio sistema productivo estaba orientado en esa dirección: los campos eran pastoreados intensivamente durante algunos años con vacas, que consumían los pastos y arbustos más duros y favorecían el desarrollo de los pastos más tiernos, tras lo cual las vacas eran reemplazadas por ovejas. La mestización de los rodeos ovinos mejoró la cantidad y calidad del producto ofrecido, y las mejoras en los puertos facilitaron su comercialización. También se observó un rápido crecimiento de las exportaciones de productos ganaderos tradicionales, tasajo y cueros. La provincia que mejor aprovechó esa situación fue la de Buenos Aires, seguida por Entre Ríos y Santa Fe, que tenían puertos de ultramar.
El rápido crecimiento de Buenos Aires, sus vinculaciones comerciales con Europa y un sistema fiscal unificado y eficiente permitieron el desarrollo de un mercado financiero confiable: por ello la provincia segregada pudo emitir abundante papel moneda, que fue ampliamente aceptado, y también suscribir ventajosos créditos. En comparación, la Confederación sufría crónicos problemas financieros y no acertaba a crear un sistema bancario confiable, por lo que el crédito le resultaba muy costoso y los sucesivos intentos de emitir papel moneda terminaron en tantos fracasos.
La situación de Buenos Aires era muy estable, y allí se reprodujo hasta los límites de su territorio el modelo de latifundio que ya predominaba en varias zonas. En cambio, en las provincias de la Confederación, los propietarios de tierras carecían de acceso al crédito, ya que no contaban recursos económicos ni financieros para expandirse. Por ello, el crecimiento de la producción agropecuaria en las provincias del litoral estuvo motorizado por la creación de colonias agrícolas en su territorio, atrayendo hacia ellas a inmigrantes europeos.
El primer experimento de colonia agrícola fue el de Santa Ana (Corrientes), que terminó en un rotundo fracaso. La primera colonia agrícola exitosa fue la de Esperanza (Santa Fe), fundada por Aarón Castellanos en 1855, con inmigrantes suizos. Otras muchas colonias fueron fundadas en Santa Fe y Entre Ríos en esos años; un caso muy conocido es el de la Colonia San José, fundada por Urquiza en 1857. No obstante, para que el sistema se generalizara sería necesario el apoyo del ferrocarril, que solo se extendería en años posteriores.
El principal puerto de la Confederación era Rosario, principal vínculo de las provincias interiores con el mercado exterior, y la ciudad que más creció en la década. Pero también crecieron notablemente algunas otras ciudades, como Paraná o Corrientes, favorecidas por la apertura comercial y el establecimiento de las primeras empresas de navegación a vapor.
Las provincias del Interior no vivieron cambios importantes durante este período, e incluso se vieron negativamente afectadas por la apertura al comercio mundial, que inundó el mercado argentino de mercaderías importadas que competían exitosamente con las producciones artesanales locales y con varios de sus productos agrícolas; tal fue el caso de los azúcares y aguardientes del norte y los vinos de Cuyo.
En cambio, las provincias que limitaban con Chile se vieron ampliamente favorecidas por la apertura del comercio con ese país, que a su vez veía su comercio impulsado por la fiebre del oro en el oeste de los Estados Unidos y un crecimiento acelerado del comercio en el Océano Pacífico. Chile se convirtió en un importante mercado para ganado vacuno en pie y mulas para transporte.
El primer intento de crear un ferrocarril en territorio de la Confederación fue el proyecto de unir Rosario –la ciudad de más rápido crecimiento en ese período, que pronto sería la más poblada del interior– con Chile, favoreciendo en su camino zonas desérticas y con problemas para comunicarse con el resto del país. Los primeros estudios en ese sentido dieron resultados desalentadores, por lo que el gobierno pensó en combinar ese plan con un ferrocarril a Córdoba, que por sí mismo financiara la construcción del primer tramo del ferrocarril a Chile; el plan desarrollado por el ingeniero William Wheelwright no pudo ser llevado a cabo por el gobierno de la Confederación por falta de recursos financieros.
En cambio, el Estado de Buenos Aires disponía de los recursos financieros necesarios, y aprovechó el proyecto de la Confederación para llevar adelante un proyecto paralelo: en el año 1857, una empresa privada con apoyo estatal tendió el primer ramal ferroviario del país, que iba desde el centro porteño hasta Floresta; tres años más tarde, llegaba ya a Moreno y tenía una extensión de 39 kilómetros. El objetivo de máxima de este ferrocarril era, como el del proyectado ramal Rosario-Córdoba, llegar a Chile.
El lento desarrollo del ferrocarril hizo que todo el comercio y el transporte interurbano dependiera de la tracción a sangre, y las mercaderías siguieron viajando en las lentas carretas de dos ruedas tiradas por bueyes que habían caracterizado al comercio en la etapa anterior. La novedad la constituyeron las "mensajerías", empresas privadas que llevaban pasajeros, correspondencia y cargas de alto valor en galeras. La primera empresa de ese tipo se había instalado en Buenos Aires hacia 1850, y viajaba desde Buenos Aires hasta Dolores; a mediados de esa década había varias empresas en Buenos Aires y en la Confederación, que realizaban viajes en todas direcciones y establecieron "posta" donde se detenían para descansar, cambiar de caballos, y cargar y descargar equipajes y pasajeros. La primera gran empresa de mensajerías La mensajería de los Juan Rusiñol y Juan Fillol fue la más importante hasta ser desplazada por las Mensajerías Argentinas, del riojano Timoteo Gordillo, cuya flota de 100 diligencias de fabricación estadounidense unía Rosario con todas las capitales de las provincias del interior, y que también recorría el interior de la provincia de Buenos Aires.

### Las finanzas de la Confederación
La Confederación inició su etapa constitucional con serios problemas económicos y financieros: falta de recursos, dependencia del puerto de Buenos Aires para el comercio exterior, trabas interiores derivadas de las aduanas provinciales y derechos de tránsito, dificultades en las comunicaciones y en el tránsito de mercaderías, escaso desarrollo de la agricultura y estancamiento de la industria artesanal. La organización del tesoro nacional presentó dificultades por la escasa recaudación de las aduanas exteriores de la Confederación y la falta de un sistema impositivo eficiente; de allí la penuria económica de la administración confederal.
El primer empréstito había sido negociado antes de la asunción de Urquiza, en 1853: se trataba de un crédito de apenas 225 000 pesos oro, al altísimo interés del 16% anual, sumado a privilegios fiscales e impositivos para el prestamista.
El ministro de Hacienda, Mariano Fragueiro, elaboró un proyecto para impulsar el desarrollo nacional a través del crédito público, evitando recurrir al capital extranjero. El Banco Nacional de la Confederación abrió sus puertas en 1854; pero el papel moneda lanzado careció de respaldo y no se pudo reunir el fondo previsto para el crédito público. El gobierno declaró de curso forzoso los billetes de Fragueiro, pero las provincias los rechazaron, por lo que el banco debió cerrar y se retiró de circulación el papel moneda. El sistema creado por Fragueiro fracasó por escasez de recursos y falta de confianza en las posibilidades económicas de la Confederación.
Las penurias económicas del gobierno de Urquiza llevaron a la búsqueda de alternativas para romper una estructura económica que beneficiaba a Buenos Aires. La Ley de Derechos Diferenciales –sancionada en 1856– buscó incrementar el comercio de la Confederación con las potencias extranjeras y perjudicar los intereses de Buenos Aires. La ley establecía que las mercaderías extranjeras provenientes de cabos adentro –esto es, previamente desembarcadas en otro puerto del Río de la Plata– que se introdujesen en la Confederación pagarían el doble del derecho ordinario al que estaban sujetas las que entraban directamente a los puertos de la Confederación; una ley posterior estableció derechos diferenciales a la exportación.
Sin embargo, las medidas no dieron los resultados esperados: aunque aumentó el volumen comercial en el puerto de Rosario e incluso un financista brasileño –el Barón de Mauá– fundó un banco en esa ciudad, Buenos Aires seguía siendo el centro financiero del país. La necesidad apremiante de dinero fue solucionada con nuevos empréstitos, como los contratados con Mauá, pero los intereses a que se pudo conseguir el dinero fueron excepcionalmente altos, llegando al 24%. Urquiza llegaría a la conclusión de que el único camino para terminar con los problemas económicos de la Confederación era la reincorporación de la provincia disidente a cualquier precio.

### Las provincias del interior
La reposición del gobernador Celedonio Gutiérrez en el gobierno tucumano resultó efímera y desembocó en una guerra contra Santiago del Estero; fue definitivamente vencido en diciembre de 1853, viéndose obligado a huir hacia Bolivia. Desde entonces, Manuel Taboada dirigió en el noroeste argentino una alianza de gobiernos "liberales" en Tucumán, Salta y Santiago del Estero, opositores al gobierno de Urquiza y aliados del gobierno de Buenos Aires.
En Santa Fe, una revolución dirigida por Juan Pablo López, un federal que había sido alternativamente aliado y enemigo de Rosas, terminó por largo tiempo con la hegemonía de los liberales. Sucesivas revueltas en Corrientes, en cambio, no alteraron la estabilidad del gobierno de Pujol.
Las provincias del oeste tuvieron una historia algo más tranquila: una serie de conflictos casi incruentos las llevaron a oscilar entre federales de cuño tradicional y liberales apenas velados. En la segunda mitad de la presidencia de Urquiza, la provincia más afectada por la inestabilidad –hasta los violentos sucesos de 1859 en San Juan– fue La Rioja, donde el caudillo Ángel Vicente Peñaloza, alias el "Chacho", depuso al gobernador, y lo reemplazó por Manuel Vicente Bustos; este resultó demasiado afecto a los liberales, de modo que poco después también sería derrocado por el mismo Peñaloza.

### Buenos Aires: gobernación de Obligado
Mientras tanto, Buenos Aires conformaba un estado aparte. En la provincia se afirmaba el sector segregacionista, que la organizó como estado independiente, desentendiéndose de los problemas nacionales. En 1854 se sancionó la constitución provincial, que proclamaba el ejercicio de su soberanía interior y exterior. Su territorio se fijó desde el arroyo del Medio hasta donde la cordillera se internaba en el mar, incorporando la Patagonia. El aislacionismo le permitió disfrutar de las rentas aduaneras sin tener que hacer frente a gastos nacionales.
Pastor Obligado –que había sucedido al fallecido general Pinto en junio de 1853– se mostró decidido a sostener la paz con la Confederación, considerando a su provincia ajeno a la misma.
Tras la derrota de Lagos, la mayor parte de los federales porteños habían emigrado a Paraná, Rosario o Montevideo, desde donde planeaban regresar por medio de la invasión de su provincia. En enero de 1854, Lagos ocupó brevemente el norte de la provincia por pocos días. En noviembre del mismo año, el general Jerónimo Costa avanzó al frente de 600 hombres, pero fue derrotado.
En diciembre de 1855 hubo un nuevo intento, cuando José María Flores desembarcó en Ensenada, mientras Costa lo hacía cerca de Zárate con menos de 200 hombres. El gobernador Obligado dictó la pena de muerte para todos los oficiales implicados en esa invasión, declarándolos oficialmente bandidos. Flores logró huir, pero Costa avanzó hacia Buenos Aires con sus escasas tropas. El 31 de enero de 1856 fue derrotado por Emilio Conesa cerca de San Justo; la mayor parte de los soldados fueron muertos cuando se rendían, y los oficiales fueron fusilados dos días más tarde.
Los federales clamaron por venganza, pero Urquiza decidió ser más prudente: firmó un Tratado de Pacificación con Buenos Aires, que permitió a ambos bandos gozar de tres años de paz.
Respaldada por un activo comercio exterior, Buenos Aires inició un período de rápido crecimiento, en contraste con la pobreza de la Confederación. Entre las realizaciones se destacaron la iluminación a gas, el Teatro Colón, la pavimentación de calles, el muelle y la Aduana Nueva, la mejora de la educación, la creación de escuelas de niñas y de huérfanas, el Hospital de Mujeres y la reapertura de la Casa Cuna.
El progreso urbano se extendía a la campaña, donde –aunque el tono general era de una austeridad absoluta– ingresaban masivamente mercaderías importadas y el dinero circulaba en abundancia.
No obstante, las zonas más alejadas de la ciudad fueron sistemáticamente sometidas a los malones indígenas. Muchas estancias fueron abandonadas, y la frontera retrocedió decenas y hasta centenares de kilómetros. Sucesivas campañas contra los indígenas del sur no tuvieron efecto alguno sobre el poderío indígena; una de ellas, comandada por el coronel Mitre, terminó en un completo desastre.

### Gobernación de Alsina

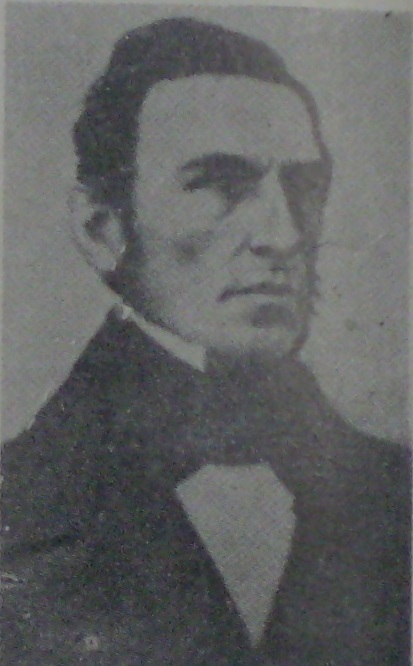
El gobernador Valentín Alsina.

Hacia 1856, el partido liberal estaba dividido: por un lado, los autonomistas o provincialistas, dirigidos por Valentín Alsina, proponían el aislacionismo de la provincia y aun la secesión de la misma del Estado nacional. El segundo grupo eran los nacionalistas, dirigidos por Bartolomé Mitre, partidarios de la organización nacional bajo la dirección de Buenos Aires.
Por esa misma época resurgió un grupo dispuesto a reincorporar a la provincia dentro de la Confederación: el Partido Federal Reformista, dirigido por Nicolás Calvo, que propuso como candidato a la gobernación al general Tomás Guido.
En las elecciones de 1857, las dos alas del liberalismo unidas derrotaron a la oposición en medo de serios enfrentamientos entre los dos partidos; según testimonio de Sarmiento, el Partido Liberal triunfó mediante el fraude y los abusos. Valentín Alsina fue elegido gobernador, y las relaciones con la Confederación se tornaron cada día más tensas. Nicolás Calvo y otros personajes del federalismo fueron amenazados de muerte, y –junto con otros dirigentes federales, como Lucio V. Mansilla y José Hernández– optó por emigrar a Paraná.
El gobierno porteño se vio involucrado en la revolución uruguaya de 1858: se trató de una invasión al Uruguay desde Buenos Aires, dirigida por el general César Díaz; terminó en la llamada Masacre de Quinteros, que contribuyó a exacerbar los ánimos en ese país y a identificar nuevamente a los partidos uruguayos con los argentinos. Desde entonces, los exiliados uruguayos –dirigidos por Venancio Flores– se aliaron al gobierno porteño, prometiendo venganza contra los blancos.
Bajo la dirección de Alsina, el gobierno porteño adoptó una política muy agresiva, rechazando la Ley de Derechos Diferenciales, y dejando de lado los tratados de paz. Para quebrar la resistencia de la Confederación, apoyó en las provincias movimientos tendientes a integrarse en un proceso de unidad bajo su dirección. La prensa porteña se volvió aún más agresiva, incitando al gobierno porteño a la guerra contra la Confederación o a la independencia definitiva.

### Hacia una nueva guerra civil
En 1859, el caudillo sanjuanino Nazario Benavídez –gobernador de la época rosista– había sido desplazado por los liberales, partidarios de la política porteña; fue arrestado y –cuando sus amigos intentaron liberarlo– asesinado en su celda. Su muerte fue festejada en público, tanto en San Juan como en la prensa porteña, donde Sarmiento consideró su muerte como un triunfo de la "civilización" y el diario La Tribuna le auguró el mismo destino a Urquiza.
El presidente Urquiza envió una intervención federal, que descubrió abundantes vinculaciones de los revolucionarios con el gobierno de Buenos Aires. El propio interventor, coronel José Antonio Virasoro, fue más tarde elegido gobernador.
La intervención de los porteños en la política interna de otra provincia causó gran indignación en el gobierno de Paraná: una ley desconoció todo acto público generado por el gobierno porteño, ante lo cual el gobernador Alsina pidió a la Sala de Representantes fondos para repeler un inminente ataque de la Confederación. En mayo de 1859, el Congreso autorizó a Urquiza resolver el problema de la unidad nacional "por medio de negociaciones pacíficas o de la guerra, según lo aconsejaren las circunstancias" y ordenó la movilización militar de la población.
La legislatura porteña interpretó esta ley como una formal declaración de la guerra y dispuso repeler con sus tropas cualquiera agresión: el jefe del ejército porteño, coronel Bartolomé Mitre, recibió orden de invadir la provincia de Santa Fe. Los buques de guerra porteños bloquearon el puerto de Paraná, pero un motín en uno de estos barcos, que fue entregado al gobierno nacional, obligó a levantar el bloqueo.

### La Batalla de Cepeda (1859)
Ante la inminencia del conflicto, Estados Unidos, Inglaterra, Brasil y Paraguay trataron de interceder amistosamente. Pero ni Alsina ni Mitre aceptaban nada que no fuera la renuncia de Urquiza o la guerra. Por su parte, Urquiza –que desde 1852 había intentado negociar siempre– estaba ahora particularmente furioso por el asesinato de Benavídez y por la apología del crimen en que habían incurrido los periódicos porteños.
A mediados de octubre, tras un breve combate naval, la escuadra federal se presentó frente a Buenos Aires.
El ejército de la Confederación, dirigido por Urquiza, inició la campaña hacia Buenos Aires desde Rosario; estaba formado por 14 000 hombres –de los cuales 10 000 de caballería y 3 000 de infantería– con 35 cañones y obuses; varias divisiones de indígenas ranqueles figuraban como auxiliares.
El ejército porteño operaba desde San Nicolás de los Arroyos; contaba con 9000 hombres –de los cuales, 4700 infantes y 4000 jinetes– con 24 piezas de artillería, bajo el mando de Mitre, ministro de guerra. Las fuerzas porteñas estaban muy disminuidas porque gran parte de sus fuerzas debían proteger la frontera de su provincia de las invasiones de los indígenas, algunos de los cuales –como Juan Calfucurá– eran aliados de Urquiza y sus incursiones formaban parte de la estrategia de este.
El 23 de octubre se inició la Batalla de Cepeda: la ventaja inicial favoreció a la infantería porteña, pero un hábil uso de la caballería por parte de Urquiza le permitió tomar la ofensiva, e incluso tres batallones porteños fueron destruidos. Una maniobra de flanco ordenada por Mitre desorganizó toda la formación, y la noche detuvo la batalla cuando la victoria de la Confederación era ya evidente.
Los porteños perdieron 100 muertos, 90 heridos y 2000 prisioneros, además de 21 cañones. Los nacionales tuvieron 300 bajas fatales. En medio de la noche, Mitre comandó una ordenada retirada hacia San Nicolás, adonde llegó pasado el mediodía siguiente con solo 2000 hombres. A continuación embarcó todo su ejército, y –tras un breve combate– logró trasladarlo a Buenos Aires.

### El Pacto de San José de Flores
Urquiza avanzó rápidamente sobre la ciudad; aunque hubiera podido entrar a Buenos Aires por la fuerza, prefirió acampar cerca de ella –en el pueblo de San José de Flores– desde donde inició negociaciones. Durante todas las tratativas, Urquiza mantuvo la amenaza de un inmediato asalto a la ciudad, con lo que el 8 de noviembre obtuvo la renuncia de Alsina.
Los indígenas aliados de Urquiza presionaron sobre las fronteras, y lograron controlar efímeramente algunos pueblos importantes.
Como consecuencia de complicadas negociaciones –durante las cuales ofició de mediador Francisco Solano López, hijo del presidente paraguayo– el 11 de noviembre se firmó el Pacto de San José de Flores, también llamado de Unión Nacional. El mismo establecía que Buenos Aires se declaraba parte integrante de la Confederación y renunciaba al manejo de sus relaciones exteriores, pero revisaría la Constitución de 1853 por medio de una convención provincial y propondría reformas a la misma. Se declaraba nacionalizada la Aduana de Buenos Aires, pero la Nación compensaría los ingresos de la provincia de Buenos Aires durante cinco años, en la medida en que fueran inferiores a los del año 1859.

## Presidencia de Derqui (1860-1861)

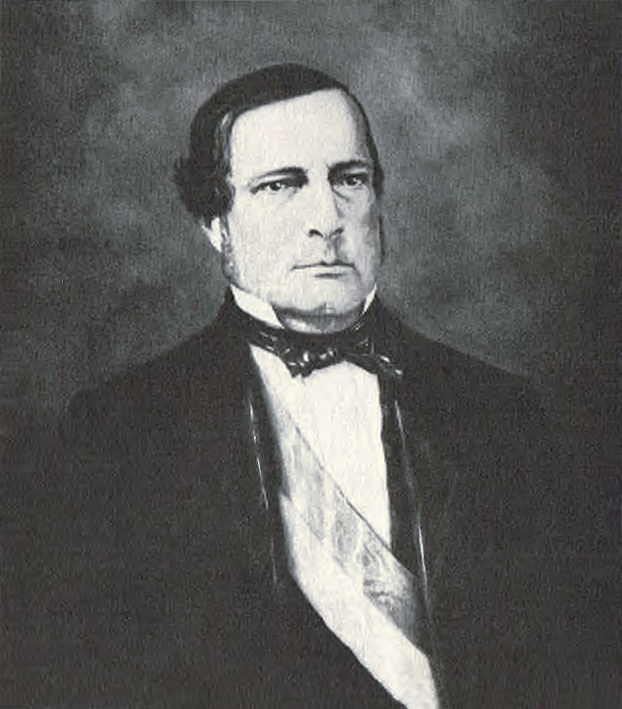
Santiago Derqui

Realizadas las elecciones, fueron elegidos los candidatos de Urquiza: presidente Santiago Derqui, y vicepresidente Juan Esteban Pedernera.
Derqui asumió la presidencia en Paraná; la provincia de Entre Ríos había reasumido su soberanía, dejando como territorio federalizado únicamente la ciudad de Paraná. La capital entrerriana se estableció en Concepción del Uruguay, y Urquiza fue nuevamente elegido gobernador.
Durante su mandato se realizó la reforma constitucional de 1860. Una convención de la Provincia de Buenos Aires propuso una serie de reformas, que fueron aceptadas en su mayoría a libro cerrado por una Convención Nacional Ad Hoc reunida al efecto, pese a la prohibición constitucional de realizar reformas antes de 1863. Entre los cambios introducidos se incluyó entre las denominaciones oficiales del país la de República Argentina, nombre que predominó desde entonces. Se eliminó la disposición que declaraba a Buenos Aires como capital de la Nación, ya que la misma se fijaría por una ley del Congreso con autorización de la provincia afectada; se redujeron las facultades del Estado nacional, se amplió la autonomía de las provincias, se estableció el principio del ius soli para establecer la nacionalidad de los habitantes, se dispuso la eliminación de los derechos a las exportaciones en un plazo de cinco años  y se garantizó la uniformidad de las tarifas y reglamentaciones portuarias en todo el territorio.
Mitre fue elegido gobernador del Estado de Buenos Aires. Ante la necesidad de mostrar independencia de Urquiza, Derqui mantuvo relaciones muy cordiales con el gobernador porteño, e incluso incorporó dos de los ministros de este –incluido el de Hacienda, clave en esas circunstancias– a su gabinete nacional. Por su parte, Urquiza competía con Derqui en ganarse el favor de Mitre; algunos autores han explicado estos gestos amistosos como consecuencia de su común pertenencia a la masonería.
El gobierno de Derqui quedaba en la misma situación apurada que el de Urquiza, salvo por la promesa porteña de aportar los fondos de la Aduana. En junio de 1860, Mitre mandó a Dalmacio Vélez Sarsfield a negociar con Derqui los pasos y cronograma de la Convención Constituyente y posterior ingreso de Buenos Aires a la Confederación. El resultado fue el Convenio Complementario del 6 de junio de 1860, por el que Buenos Aires consiguió también conservaba el manejo de la Aduana por un tiempo determinado, pero comprometiéndose a entregar 1 500 000 pesos mensuales a la Confederación.
El 14 de septiembre de 1860 comenzó a deliberar en la ciudad de Santa Fe la Convención Nacional Constituyente Ad Hoc que debía tratar las propuestas de reforma a la Constitución de 1853 realizadas por la Provincia de Buenos Aires. Con escasas modificaciones (entre ellas la prohibición de aduanas provinciales) la Convención aprobó la gran mayoría de las reformas propuestas a "libro cerrado" (sin debate) y finalizó sus sesiones el 25 de septiembre. El 21 de octubre la provincia de Buenos Aires juró la Constitución Nacional, quedando desde ese momento legalmente integrada a la Confederación.
Cumpliendo con el Convenio Complementario Derqui procedió entonces a convocar a sesión extraordinaria del Congreso Nacional para el 1 de abril de 1861, para que ingresaran los diputados y senadores de Buenos Aires.

### En el interior
Las provincias estaban convulsionadas: el general Peñaloza depuso a Bustos –a quien había llevado al gobierno– y colocó en su lugar a uno de sus subalternos. En Córdoba, el gobernador Fragueiro fue arrestado por un grupo rebelde que lo declaró derrocado; aunque recuperó la libertad y el gobierno, renunció poco después, siendo sucedido por Félix de la Peña, un liberal exaltado.
En Santa Fe, Juan Pablo López volvió a alzarse contra el gobierno; su derrota favoreció al partido federal. En Salta una resolución de la Legislatura depuso al gobernador, llevando al cargo a José María Todd, un federal decidido. Y en San Luis, donde había gobernado el vicepresidente Pedernera, el nuevo gobernador era el federal Juan Saá. Incluso en Corrientes ganaron posiciones los federales tras el final del gobierno de Pujol.
En cambio, la posición de los liberales en Santiago del Estero se hizo más fuerte tras el regreso de Manuel Taboada al gobierno y la llegada de un gobernador liberal al gobierno de Tucumán.
Los hechos políticos más graves ocurrieron –nuevamente– en San Juan: el nuevo gobernador, el correntino José Antonio Virasoro, fue asesinado por un levantamiento promovido y financiado desde Buenos Aires.
El presidente Derqui respondió enviando una intervención federal a la provincia, que encomendó al gobernador puntano Saá. Este avanzó al frente de un ejército, derrotando a los rebeldes en el combate del 11 de enero; el gobernador vencido, Antonino Aberastain, fue fusilado tres días más tarde, acusado de haber intentado fugarse. El gobierno y la prensa de Buenos Aires –que habían festejado la muerte de Virasoro– exigieron a Derqui el castigo de Saá y la reposición de los liberales en el gobierno sanjuanino. Mitre calificó el episodio como "el último estertor de la barbarie y la violencia."
Las relaciones entre Buenos Aires y el gobierno nacional se cortaron abruptamente, y los ministros porteños se retiraron del gobierno. El gobierno porteño dejó de pagar las contribuciones –que estaba cumpliendo con mucho retraso– a que se había comprometido, con lo cual pensaba ahogar económicamente a la Nación.
En Mendoza ocurrieron hechos aún más graves, pero no de origen político: el 20 de marzo de 1861, un terremoto destruyó por completo la capital, que debió ser reconstruida a corta distancia.

### Hacia la batalla definitiva
La crisis en San Juan, la superioridad de su posición económica y los relativos éxitos de su aliado Taboada convencieron a Mitre de ignorar los tratados por los que Buenos Aires se había reincorporado a la Nación y tratar de forzar una nueva Organización Nacional, guiada por Buenos Aires.
Gracias a las promesas de Derqui de respetar la ley electoral porteña –hechas cuando aún sus relaciones con Mitre eran cordiales– los diputados nacionales correspondientes a la Provincia de Buenos Aires fueron elegidos por circunscripciones uninominales, tal como disponía la ley porteña. Pero el 13 de abril, los diputados nacionales porteños fueron rechazados por no haber sido elegidos según la ley nacional. Inmediatamente se retiraron también del Congreso Nacional los dos senadores nacionales por Buenos Aires, y Mitre anunció que no realizaría nuevas elecciones.
En Córdoba, el gobernador liberal invadió San Luis, acusando al gobernador Saá por la muerte de Aberastain. Ante el requerimiento de Derqui de que mantuviera la paz con San Luis, el gobernador respondió que no tenía derecho a inmiscuirse en los asuntos internos de su provincia.
Derqui descubrió de repente que estaba al borde de una guerra civil, y reaccionó con rapidez: logró que el Congreso declarara el estado de sitio y la intervención federal en Córdoba. A continuación encargó a Urquiza y a los demás gobernadores organizar las milicias provinciales y prepararse para la guerra. Y enseguida se instaló en Córdoba –su provincia natal– donde se dedicó a fortalecer a su partido y organizar un ejército con tropas de las provincias del interior; llegó a reunir 9000 hombres, que conservó bajo su mando hasta el momento de partir hacia el frente de combate.
El 6 de julio, el Congreso autorizaba al presidente a usar la fuerza para reprimir al gobierno rebelde de Buenos Aires y sujetarlo a la obediencia de la ley común.
Mitre se puso al frente del ejército porteño: quería la guerra a toda costa, ya que creía contar con fuerzas suficientes para triunfar; había incorporado a las mismas un gran número de mercenarios, reclutados en Europa por Hilario Ascasubi, y a la mayor parte de las fracciones de indígenas ranqueles.
En cambio, Urquiza intentó por todos los medios no llegar a un nuevo enfrentamiento e incitó a Derqui de desistir de la guerra; pero este lo puso al mando del ejército nacional. Aun así, siguió negociando con Mitre por medio de sucesivos mediadores. Pese a la actitud belicista de Mitre, se convenció de que Derqui lo quería desplazar y reaccionó airado cuando supo que Derqui consideraba a Saá como candidato a sucederlo en el mando en caso de que se retirara del mando del ejército.

### Pavón

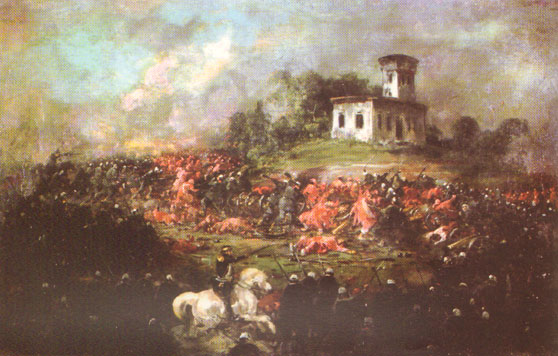
La batalla de Pavón.

Las fuerzas porteñas estaban mejor armadas y más disciplinadas que las nacionales, y su inferioridad numérica no parecía excesiva: 15 400 porteños contra 17 000 nacionales.
El 17 de septiembre tuvo lugar la batalla de Pavón; la caballería nacional arrolló las dos alas de los porteños, mientras la infantería porteña desplazaba a la nacional. Sin haber utilizado su reserva –formada por las mejores fuerzas entrerrianas– Urquiza abandonó el campo de batalla, y dos días después cruzó el río Paraná, regresando a Entre Ríos.
Mitre se retiró hacia San Nicolás, como dos años antes; solo varios días después se convenció de su triunfo, no debido al resultado bélico sino a la retirada de Urquiza. Mientras tanto, Derqui trataba de reunir sus tropas en Rosario; cuando supo que no lo lograría abandonó todo y huyó a Montevideo.
El vicepresidente Juan Esteban Pedernera asumió la Presidencia de la Confederación en reemplazo de Derqui, mientras las fuerzas porteñas ocupaban Rosario y enviaban desde allí varias divisiones hacia el interior. El general Venancio Flores destruyó al resto del ejército federal en la Matanza de Cañada de Gómez, y en los primeros días de diciembre entró en la ciudad de Santa Fe. Por su parte, otra división porteña al mando de Wenceslao Paunero avanzó hacia Córdoba, donde el coronel Marcos Paz se hizo nombrar gobernador.
En Corrientes, la noticia de la victoria porteña de Pavón alentó a los liberales, que en noviembre se lanzaron a la revolución con apoyo económico y armamento de Buenos Aires. Una breve guerra civil terminó con la renuncia del desmoralizado gobernador autonomista.
Los porteños más exaltados incitaron a Mitre a desconocer la Constitución Nacional y dictar otra, que estableciera un régimen unitario; pero el gobernador porteño tenía un plan más realista, que llevó adelante exitosamente: declaró en plena vigencia la Constitución del 53, mientras enviaba al interior varias divisiones a deponer a los federales más exaltados, cuyas legislaturas reasumirían la autoridad delegada en el gobierno nacional y a continuación delegarían esta misma autoridad en el gobernador porteño. Entre los primeros en desconocer al gobierno federal estuvo el propio Urquiza, que también declaró que reincorporaba la ciudad de Paraná a su provincia.
El 12 de diciembre, cuando hacía ya varios días que la mayor parte de los legisladores habían abandonado Paraná, Pedernera declaró en receso el gobierno nacional.

## Después de Pavón (1861-1862)
Ya desde antes de la campaña de Pavón, una guerra civil intermitente sacudía a Santiago del Estero, Tucumán y Catamarca; la victoria parecía favorecer a los federales –el catamarqueño Octaviano Navarro y el viejo caudillo tucumano Celedonio Gutiérrez– cuando las noticias de la batalla de Pavón cambiaron las cosas: Navarro regresó a su provincia y Taboada impuso a su candidato en Tucumán tras derrotar a Peñaloza, que había marchado en ayuda de Navarro. Mitre comisionó a Marcos Paz para asegurar la victoria liberal: tras la derrota de Peñaloza, Paz logró las renuncias de Todd y de Navarro, colocando en sus lugares a dos partidarios de Mitre.
Una división comandada por Ignacio Rivas y Sarmiento, se dirigió a Cuyo y derrocó a los gobernadores de San Luis, Mendoza y San Juan. Sarmiento fue elegido gobernador de su provincia natal.
En La Rioja, Peñaloza impidió el avance de las tropas porteñas y de sus aliados, iniciando una complicada guerra civil en esa provincia y las vecinas que duró tres meses, hasta que –tras el sitio de San Luis por las fuerzas del Chacho– se firmó la Paz de la Banderita, del 4 de junio, por la cual Peñaloza reconoció la autoridad nacional de Mitre.
A lo largo de la primera mitad de 1862 se celebraron elecciones de diputados y senadores en todo el país, y el nuevo Congreso de la Nación se reunió oficialmente a fines de mayo en Buenos Aires. En agosto se realizaron las elecciones de electores presidenciales, siendo elegidos presidente y vice Mitre y Marcos Paz.
En ocasiones, el período de las tres presidencias que siguieron a la batalla de Pavón es conocido como el período de las "presidencias históricas"; abarcan desde 1862 a 1880, e incluyen los mandatos de Bartolomé Mitre, Domingo Faustino Sarmiento y Nicolás Avellaneda.

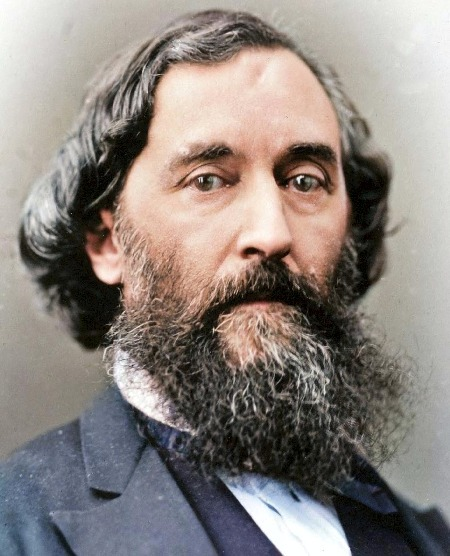
Bartolomé Mitre.

## Presidencia de Mitre (1862-1868)
Mitre asumió la presidencia el 12 de octubre de 1862. Tres de los cinco ministros que lo acompañaban eran porteños; los otros dos eran provincianos que residían en Buenos Aires desde hacía cinco y cuarenta años, respectivamente.

### Organización del Estado
Cuando Mitre aún no había asumido el gobierno, una ley sancionada por el Congreso dispuso la federalización de toda la provincia de Buenos Aires, pero fue rechazada por la legislatura porteña. El conflicto solo fue solucionado por medio de la "ley de compromiso", que aplazaba la discusión sobre la "cuestión capital" por cinco años, mientras permitía al gobierno nacional residir en la ciudad de Buenos Aires y recaudar los derechos de Aduana, garantizando al gobierno porteño su presupuesto anual. Buenos Aires conservaría su Guardia Nacional, destinada a la defensa de la frontera con los indígenas.
La "cuestión capital" causó la división del partido gobernante en dos: el Partido Nacional –liderado por Mitre– y el Partido Autonomista, cuyo líder era Adolfo Alsina; este último defendía la integridad territorial y la autonomía política de la provincia. Los mitristas fueron conocidos como "cocidos" y los opositores como "crudos". En 1865, Alsina sería elegido gobernador de la provincia de Buenos Aires.
La cuestión de la Aduana fue resuelta con una ley de 1863 –que favorecía el comercio con Europa y bajaba los impuestos al comercio exterior– y con la reforma constitucional de 1866, que nacionalizó definitivamente las aduanas.
Instalado el Congreso y el presidente, faltaba organizar el Poder Judicial, que se rigió por una ley sancionada al día siguiente de la asunción de Mitre. La Corte Suprema de Justicia de la Nación Argentina comenzó a funcionar el 15 de enero de 1863, y en los meses siguientes se organizaron juzgados federales en todas las provincias. También nacionalizó la vigencia del Código de Comercio del Estado de Buenos.
Su política educativa estuvo orientada a la extensión y unificación de la enseñanza secundaria, con la idea de extender las ideas liberales entre los jóvenes que pudieran acceder a ella; se fundaron colegios nacionales en varias capitales provinciales y se nacionalizó el Colegio Nacional de Buenos Aires.
Se inició la construcción de los ferrocarriles Central Argentino –de Rosario a Córdoba– y del Sur; el gobierno bonaerense provincializó el Ferrocarril Oeste.

### Derrota y muerte del Chacho

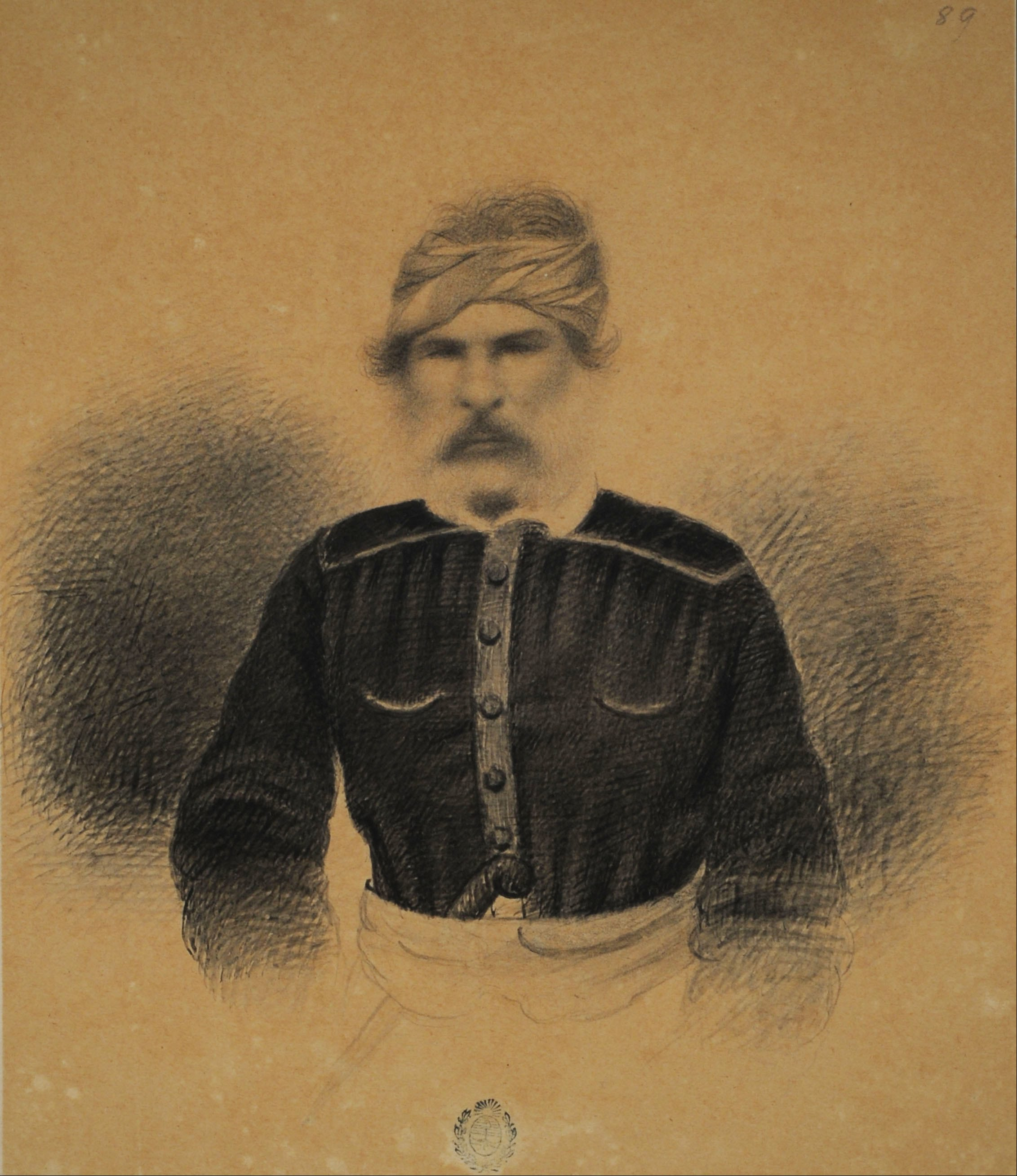
General Ángel Vicente Peñaloza, el Chacho.

A principios de 1863 el Chacho Peñaloza retenía en su poder las armas con las que había contado en su anterior campaña. Confirmando los temores del caudillo, los gobiernos liberales, apoyados por los regimientos enviados desde Buenos Aires, persiguieron a los federales por medio de arrestos, saqueos y ejecuciones.
Tras una serie de revueltas federales en San Luis y Catamarca, finalmente el Chacho se lanzó nuevamente a la revolución en mayo de 1863:

"Los hombres todos, no teniendo ya más que perder que sus existencia, quieren sacrificarla más bien en el campo de batalla."

La respuesta de los jefes mitristas fue rápida y enérgica: dos ejércitos atacaron La Rioja desde San Juan y Catamarca, comandados respectivamente por Sarmiento y Taboada. Mitre anunció una nueva estrategia, por la que sus hombres quedaban habilitados a ejecutar a los prisioneros:

"Quiero hacer en La Rioja una guerra de policía. Declarando ladrones a los montoneros, sin hacerles el honor de partidarios políticos, lo que hay que hacer es muy sencillo."

Durante varios meses la guerra fue indecisa, pero los federales recibieron un inesperado apoyo cuando Simón Luengo derrocó al gobernador de la provincia de Córdoba y recibió al Chacho en su capital. El 20 de junio de 1863, las tropas federales fueron derrotadas por Wenceslao Paunero en la batalla de Las Playas.
Peñaloza regresó a La Rioja, desde donde atacó Caucete, muy cerca de la ciudad de San Juan. Allí fue derrotado por el comandante Pablo Irrazábal y debió huir nuevamente hacia su provincia, donde José Miguel Arredondo destruyó los últimos restos de su ejército. Refugiado en el pueblo de Olta, el 12 de noviembre se rindió y fue asesinado por Irrazábal, que le hizo cortar la cabeza para escarmiento de los federales. Sarmiento comentó:

"He aplaudido la medida precisamente por su forma."

En enero del año siguiente fueron derrotados los montoneros de San Luis, y a mediados de 1865 fueron derrotados los últimos caudillos menores en La Rioja.

### Relaciones exteriores
Mitre priorizó las relaciones con los países europeos; ni siquiera las relaciones con los Estados Unidos fueron consideradas de primera prioridad: fallecido el anterior embajador en Washington, Mitre tardó meses en nombrar embajador en ese país a Sarmiento,que llegó a ese país pasados más de tres años del ascenso de Mitre.
En relación con España, Mitre rechazó el tratado firmado con ese país por Alberdi en 1859, logrando la modificación del artículo sobre ciudadanía de los hijos de españoles.
La posición de Mitre respecto a los países latinoamericanos era de completa indiferencia: cuando su gobierno fue invitado a participar del Congreso Panamericano de 1862, reunido en Lima para responder a la invasión francesa de México y la anexión española de Santo Domingo, Mitre se negó a nombrar un representante oficial. La respuesta del canciller Rufino de Elizalde a la invitación de defenderse de avances europeos en conjunto fue que:

La América independiente es una entidad política que no existe ni es posible constituir por combinaciones diplomáticas. La América, conteniendo naciones independientes, con necesidades y medio de Gobiernos propios, no puede nunca formar una sola entidad política (...) Por lo que hace a la República Argentina, jamás ha temido por ninguna amenaza de la Europa en conjunto, ni de ninguna de las naciones que la forman (...) Puede decirse que la República está identificada con la Europa hasta lo más que es posible.

Antes de partir hacia los Estados Unidos, Sarmiento fue enviado a una misión diplomática en Chile y Perú, con la misión de iniciar el estudio de las cuestiones de límites con el primero de esos países y reclamar por los gastos en que había incurrido el Ejército de los Andes en sus campañas libertadoras en esos países cuarenta años atrás. Ante la previsible reacción adversa de ambos países, no realizó gestión alguna.
Durante la gestión de Mitre se iniciaron las reclamaciones por parte de Chile sobre el territorio de la Patagonia, a lo que Mitre respondió con algunas medidas tendientes a colonizar de alguna manera esa región. Dos iniciativas privadas sostuvieron en gran medida la pretensión argentina: el capitán Luis Piedrabuena estableció un puesto comercial en Isla Pavón, sobre el río Santa Cruz y un punto de apoyo naval en la Isla de los Estados, y posteriormente otros tantos en el Estrecho de Magallanes y en el Cabo de Hornos. Por otro lado, durante su gestión se inició la colonización galesa del Chubut; los problemas que debieron enfrentar los primeros colonos les obligaron a recurrir a la ayuda del gobierno argentino, cuya soberanía sobre la región reconocieron.

### La Guerra del Paraguay

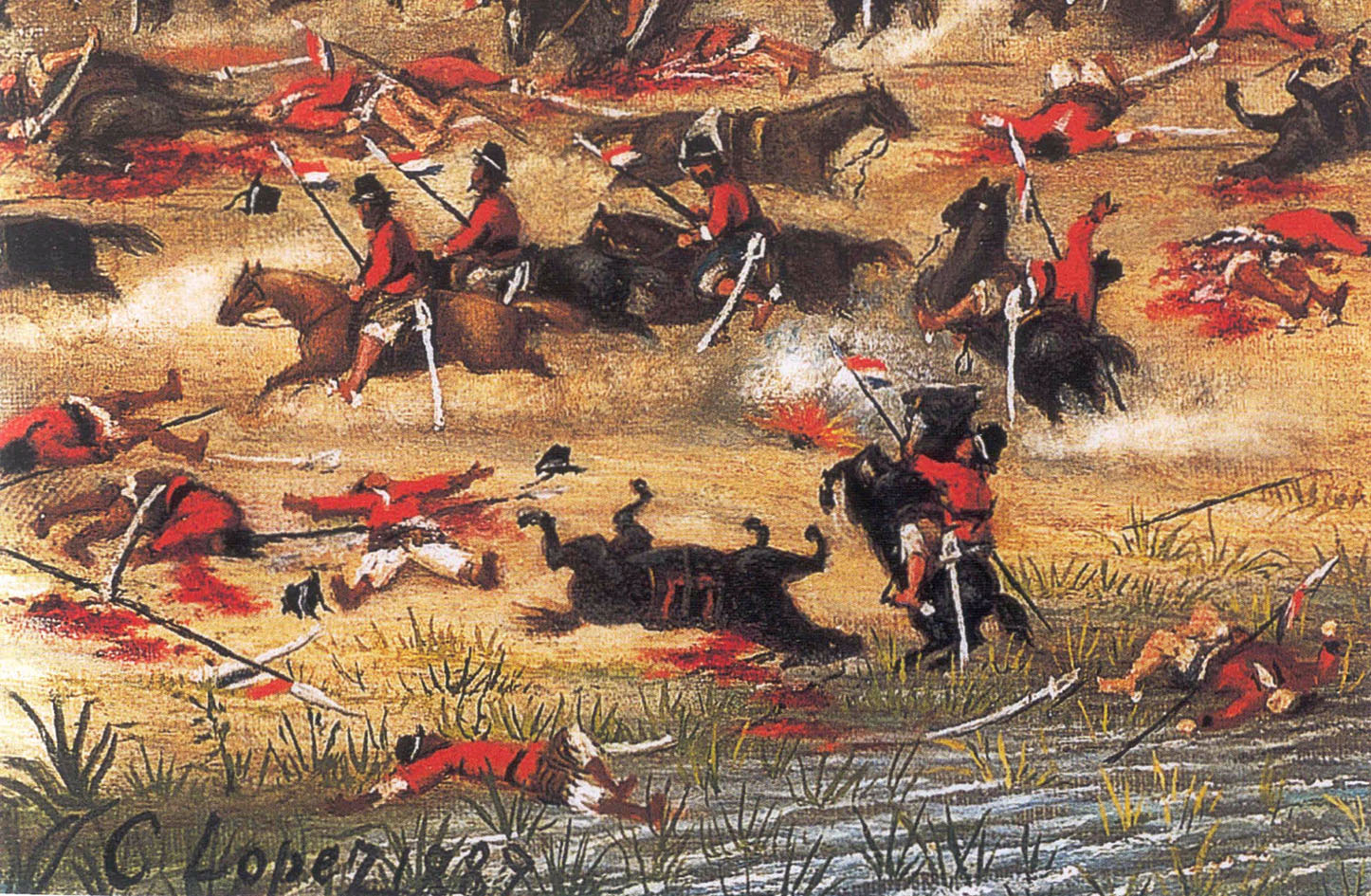
La Batalla de Tuyutí fue una sangrienta victoria aliada.

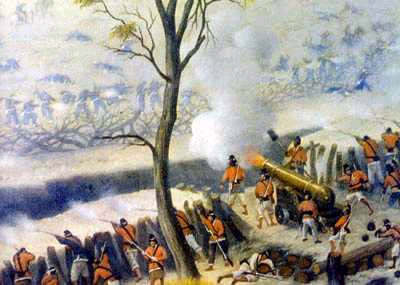
La Curupaytí fue la peor derrota aliada en la guerra de la Triple Alianza.

Así como el círculo gobernante porteño creía su deber exportar el liberalismo a las provincias, también creyó necesario imponerlo en los países vecinos. En primer lugar, en el Uruguay –al que Buenos Aires estaba tan vinculada– pero también en el Paraguay, país que resaltaba en toda Latinoamérica por su sistema político y económico, fuertemente estatista y aislacionista.
Los colorados refugiados en Buenos Aires ansiaban volver a tomar el poder en el Uruguay, y la victoria de Mitre les dio la oportunidad. En abril de 1863 partió desde Buenos Aires una invasión a ese país bajo el mando del expresidente Venancio Flores, organizada, trasladada y armada con apoyo del gobierno argentino, que además promovió conflictos diplomáticos con ese país. Como el gobierno uruguayo tardara en caer en manos de los revolucionarios, un ejército del Imperio del Brasil invadió ese país; tras la destrucción de Paysandú y el bloqueo de Montevideo, finalmente el gobierno blanco entregó el país al general Flores.
El presidente paraguayo, Francisco Solano López, consideró su deber acudir en defensa del gobierno uruguayo y enfrentar al Brasil, con el cual sostenía además un largo conflicto de límites. De modo que invadió exitosamente el Mato Grosso a mediados de 1864. A continuación, y aunque el gobierno uruguayo ya había sido derrotado, marchó en ayuda de los "blancos" y solicitó al presidente Mitre autorización para cruzar territorio de la provincia de Corrientes en camino hacia el Brasil; ante la negativa del gobierno argentino, López declaró la guerra a la Argentina.
En mayo de 1865, el ejército paraguayo invadió la provincia de Corrientes. Poco después, la Argentina, el Brasil y el Uruguay firmaban el Tratado de la Triple Alianza, con el objetivo público de deponer a López, y el oculto de saldarse en su favor todos los conflictos limítrofes. El general Mitre fue nombrado comandante de los ejércitos aliados.
El Ejército Argentino no estaba en absoluto preparado para la guerra: apenas existía una serie de divisiones armadas sobre la base de los ejércitos porteños que habían invadido el interior después de Pavón, sumados a contingentes de esas provincias incorporados a los mismos, y varios centenares de mercenarios, sumando unos 6391 hombres. El presidente Mitre ordenó la movilización general de todas las provincias, que debían enviar contingentes de tropas en proporción a su población, hasta alcanzar unos 9500 hombres más; a ello hay que sumarles fuerzas correntinas y de otros orígenes, y a mediados del año siguiente alcanzarían unos 25 000 hombres.
En contraste, la Armada Argentina tenía un desarrollo mucho menor, que no aumentó significativamente a raíz de la Guerra.
Las movilizaciones generaron una fuerte oposición en los contingentes y las poblaciones afectadas. En varios casos se produjeron deserciones en masa de los contingentes, que fueron aplastadas con dureza, llegándose al extremo de que toda la división entrerriana se desbandó, en presencia del gobernador Urquiza, en dos oportunidades.
La oposición de intelectuales y periodistas a la guerra llevó a Mitre a decretar el estado de sitio en todo el país, lo que le permitió perseguir a quienes se manifestaban contrarios a la guerra –y, en la práctica, a quienes criticaran su gobierno en cualquier aspecto– e imponer una dura censura sobre los periódicos opositores.
Una serie de derrotas obligaron a los paraguayos a retirarse a su país, que los aliados invadieron en abril de 1866. Durante los dos años siguientes, la campaña consistió exclusivamente en una continua lucha de posiciones en el extremo sur del país; las sangrientas batallas de Tuyutí y Curupaytí fueron seguidas de un período de inactividad, causado principalmente por una epidemia de cólera que causó miles de bajas en ambos bandos.
Tras la muerte del vicepresidente Paz, víctima del cólera, Mitre regresó a Buenos Aires. Bajo dirección brasileña, la resistencia paraguaya en el sur fue vencida; al momento de bajar Mitre del gobierno, se iniciaba el ataque brasileño hacia Asunción.

### Los últimos federales del interior

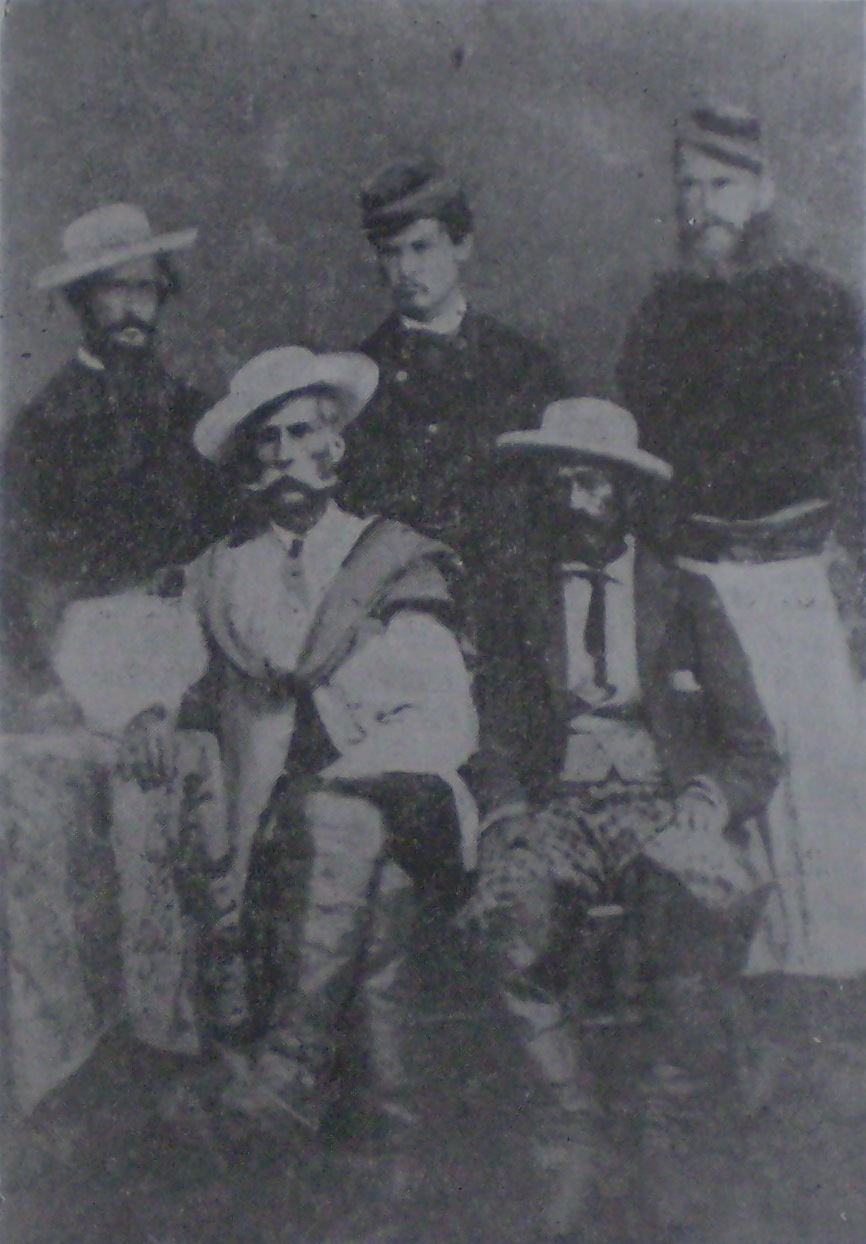
El coronel Felipe Varela y sus oficiales.

La participación argentina en la Guerra del Paraguay era muy impopular en el interior del país; las remisiones de soldados que el gobierno nacional exigió a las provincias fueron aprovechadas por los gobernadores para deshacerse de opositores, incluyendo antiguos montoneros.
En noviembre de 1866 estalló en Mendoza una sublevación de las tropas reunidas para marchar al frente y la policía, que puso en libertad a los presos de la cárcel, entre ellos varios líderes federales. Estos derrocaron al gobernador, reemplazándolo por el abogado Carlos Juan Rodríguez, que se pronunció contra el gobierno nacional.
Después de aplastar una breve resistencia en el sur de Mendoza, las fuerzas federales invadieron San Juan, donde derrotaron a las fuerzas nacionales al mando de Julio Campos, gobernador de La Rioja. En San Luis hubo una revuelta federal que entregó el ejército al general Juan Saá, recién vuelto desde Chile; también el coronel Felipe Varela regresó de Chile y asumió el mando militar en La Rioja. En total, los federales habían logrado reunir más de 10 000 hombres.
El presidente Mitre regresó apresuradamente desde el Paraguay hacia Rosario, llevando varios regimientos retirados del frente, que puso al mando de Paunero. Tras un rápido avance, el coronel Arredondo venció a Saá en la batalla de San Ignacio, del 1 de abril de 1867, gracias a su superioridad en armamento y disciplina.
En Córdoba, el gobernador federal Mateo Luque anunciaba su simpatía por la revuelta pero no hacía nada por ayudarla. Las fuerzas de Antonino Taboada ocuparon Catamarca e impidieron a los federales de esa provincia incorporarla a la revolución, de modo que Varela decidió que atacaría esa provincia. En camino desde Famatina hacia Catamarca, Varela supo que Taboada había ocupado La Rioja, de modo que el líder federal retrocedió hacia esa ciudad al frente de 5000 hombres. Encontró a Taboada en posición de combate frente al único pozo de agua disponible; acuciado por la sed, que estaba destruyendo su ejército, Varela atacó el 10 de abril en la Batalla de Pozo de Vargas, siendo completamente derrotado.
Los ejércitos federales se dispersaron, y sus jefes y muchos de los soldados se apresuraron a huir a Chile. San Luis, Mendoza y San Juan fueron fácilmente ocupadas por el ejército nacional, pero Varela resistió aún varios meses entre La Rioja y Catamarca.
En Córdoba, Simón Luengo derrocó en agosto al gobernador federal Luque para forzarlo a unirse a los federales, pero el ejército nacional lo derrotó sin problemas.
Una sublevación ocurrida en Salta dio nuevas esperanzas a Varela, que ocupó los Valles Calchaquíes. La revuelta federal había sido vencida, pero el caudillo continuó su camino hacia la ciudad de Salta, que ocupó tras breve pero violento combate el 10 de octubre. Perseguido por el general Octaviano Navarro –antiguo líder federal– continuó su camino hacia Jujuy, terminando por exiliarse en Bolivia.
Cuando el gobierno de Mitre terminó, en octubre de 1868, dejaba como saldo la muerte de 4728 argentinos durante las rebeliones contra el centralismo mitrista, según denunció el senador Nicasio Oroño.
En enero de 1869, Varela haría un último y quijotesco intento de regresar, pero fue derrotado en la Puna.
Aún durarían algunos años las rebeliones de antiguos oficiales federales como los sanjuaninos Santos Guayama y Martina Chapanay; ninguno llegó a revestir importancia política, y se transformaron gradualmente en bandoleros rurales.

### La sucesión
El partido que había llevado a Mitre a la presidencia estaba dividido entre mitristas y autonomistas, y subsistían aún los restos del Partido Federal, que seguía reconociendo a Urquiza como su líder y aún tenía importante presencia en algunas provincias; pero, ante la perspectiva segura de la derrota de Urquiza, varios grupos de antiguos federales buscaban otras alianzas. En cierto sentido, los papeles se habían invertido entre los liberales: diez años antes, Mitre era más aceptable que Valentín Alsina para los provincianos, ya que –si bien ambos pretendían la preponderancia porteña– Mitre quería hacerla respetando un sistema federal, mientras Alsina quería un sistema unitario o la secesión de su provincia. Con Mitre en el gobierno, el hijo de Alsina gobernaba Buenos Aires y defendía su autonomía frente a los excesos del gobierno nacional, lo que lo hacía un posible aliado para los antiguos federales, que también defendían las autonomías provinciales. Varios gobiernos provinciales se aliaron al Partido Autonomista.
A mediados de 1867 ya había tres candidatos: Urquiza, Alsina y Rufino de Elizalde, el candidato de Mitre. No obstante, Alsina era un candidato demasiado porteño para los provincianos, y una posible fórmula entre Urquiza y Alsina fracasó por recelos mutuos.
Buscando un candidato provinciano que fuera aceptable en Buenos Aires y que no hubiera estado comprometido en las últimas discusiones políticas, el coronel Lucio V. Mansilla propuso en julio de ese año al embajador en los Estados Unidos, Domingo Faustino Sarmiento, que fue apoyado por algunos gobernadores.
Alsina aceptó ceder el primer puesto, y la fórmula presidencial de la pronto llamada Liga de Gobernadores fue Sarmiento–Alsina, que resultó vencedora en las elecciones del 12 de abril de 1868, aunque por escaso margen: sobre 139 electores, obtendría 70 votos, mientras Alsina obtuvo 82 para vicepresidente.
En gran medida, fue la impopularidad de la Guerra del Paraguay la que aisló al partido de Mitre de la ciudadanía.

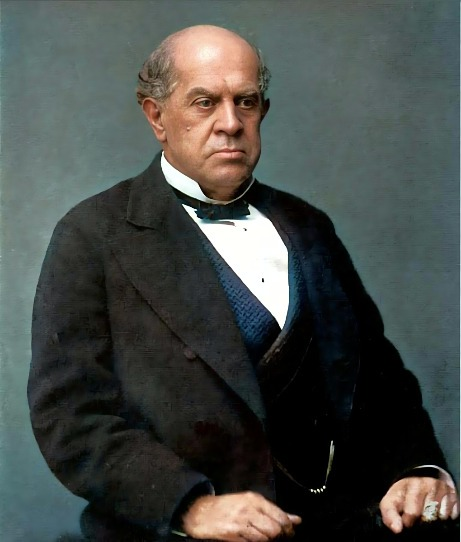
El presidente Sarmiento.

## Presidencia de Sarmiento (1868-1874)
Dos días después de la asunción presidencial, el Congreso se reunió para una breve sesión extraordinaria, durante la cual se aprobó el presupuesto para el año siguiente, un crédito de cuatro millones de pesos y una suba en los derechos aduaneros, para solventar la continuidad de la Guerra del Paraguay.

### Educación y cultura
El impulso dado a la educación bajo el ministerio de Nicolás Avellaneda fue notable: mediante la Ley de Subvenciones de 1871 –que asignaba a la educación pública las herencias sin sucesión directa y un octavo de las ventas de tierras públicas– garantizó los fondos para la creación de nuevas escuelas y la compra de materiales y libros. Durante su mandato, con apoyo nacional, las provincias fundaron unas 800 escuelas de primeras letras, alcanzando a un total de 1816 escuelas, de las cuales el 27% eran privadas; la población escolar se elevó de 30 000 a 110 000 alumnos.
A fin de garantizar la educación primaria, trajo desde los Estados Unidos 61 maestras primarias; creó las primeras escuelas normales, tomando como ejemplo la Escuela Normal de Paraná, fundada en 1870. Subvencionó la primera escuela para sordomudos, que era privada. Continuando con la política de su antecesor, fundó varios Colegios Nacionales en ciudades del interior.
La Exposición Nacional de Córdoba de 1871, en la que se exhibieron tanto los productos agrícolas, ganaderos e industriales del país como la maquinaria agrícola e industrial disponible para importar, inició la preocupación por las ciencias básicas. De ese impulso surgieron la Academia de Ciencias de Córdoba –dirigida por el botánico alemán Germán Burmeister– y el Observatorio Nacional de Córdoba, dirigido por el astrónomo norteamericano Benjamín Gould.

### Final de la Guerra del Paraguay
El Ejército Argentino no participó del avance final hacia Asunción, ni del saqueo al que la sometieron las tropas brasileñas. Pese a la ocupación de la capital, López organizó un nuevo ejército a cierta distancia, y declaró a una pequeña villa capital del país. En respuesta, se formó bajo protección argentina y brasileña un gobierno provisional en Asunción.
Un ejército formado y dirigido principalmente por brasileños –en el que los argentinos tuvieron inicialmente alguna participación– se lanzó en persecución de López, en la llamada Campaña de las Cordilleras;  tras dos sangrientas victorias sobre los paraguayos, los vencedores encontraron que gran parte de las tropas paraguayas eran niños.
López logró escabullirse hacia el límite norte del país, adonde fueron a buscarlo dos divisiones brasileñas, que lograron derrotarlo y darle muerte en el Combate de Cerro Corá, el 1 de marzo de 1870. La guerra había terminado.
El Paraguay quedó devastado: la gran mayoría de la población masculina adulta murió como consecuencia del conflicto, y –dependiendo de las fuentes– se estima que murió durante la contienda entre el 50 y el 90% de la población total. Su incipiente industrialización fue destruida, sus tierras enajenadas en gran proporción a capitalistas argentinos y brasileños, y perdió todos los territorios en disputa con sus vecinos, con excepción del Chaco Boreal.
La guerra significó también un enorme costo para la Argentina: en primer lugar, en vidas humanas, ya que murieron en la contienda más de 18 000 hombres, a los que se podrían sumar las víctimas del cólera, que fueron muchos miles; 15 000 solamente en la provincia de Buenos Aires. Pero también económica, ya que a raíz del conflicto la Argentina debió endeudarse hasta llegar a deber 9 000 000 de libras esterlinas.
Los historiadores suelen acordar que la Guerra del Paraguay fue el principal aliciente para profundas transformaciones y modernizaciones de las fuerzas argentinas de tierra, y que solo a partir de la misma se puede hablar de un verdadero Ejército Argentino. Durante el último año de la guerra se fundó el Colegio Militar de la Nación, cuyo primer director fue el húngaro Juan F. Czetz. La posibilidad de conflictos con Brasil a partir de las discusiones posteriores a la guerra impulsaron a Sarmiento a modernizar la escuadra de guerra: creó la Escuela Naval e incorporó varios buques, logrando formar la primera escuadra argentina capaz de operar a un nivel comparable con las flotas de guerra del Brasil y Chile.

### Los últimos federales en el litoral

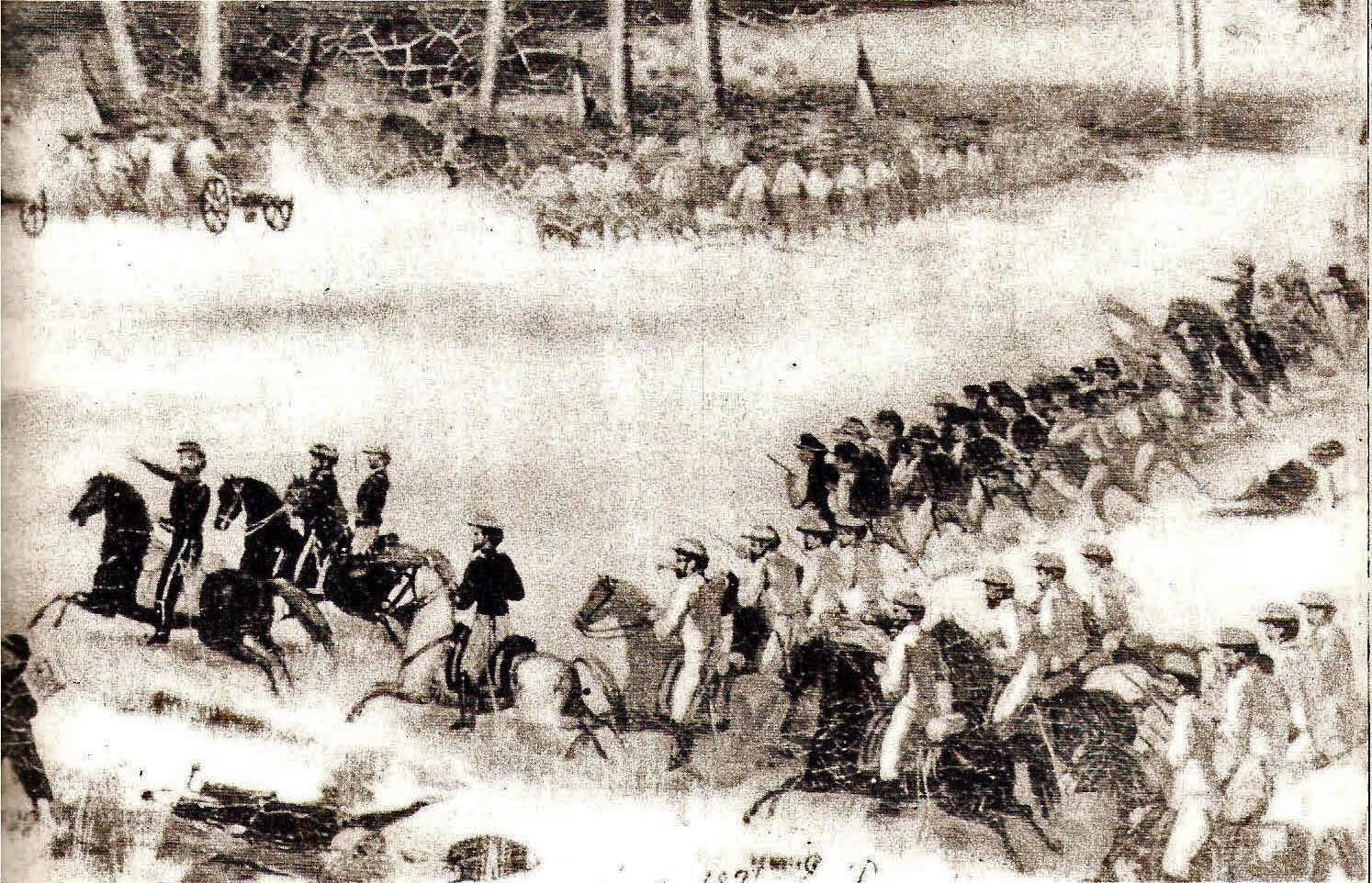
La Batalla de Ñaembé.

Tras la derrota de Felipe Varela aún quedaban tres provincias argentinas en manos federales: en Córdoba, la presión militar obligó a renunciar al gobernador Luque, y en Corrientes una revolución liberal derrocó al gobernador federal en mayo de 1868. Una tardía reacción federal fue aplastada por tropas del ejército nacional, trasladadas desde el frente paraguayo en defensa de un gobierno surgido de un golpe de Estado.
Solo quedaba Entre Ríos, donde Urquiza convivía pacíficamente con el gobierno nacional en contra de los deseos de muchos federales. Poco después del final de la Guerra del Paraguay, el 11 de abril de 1870, el general Ricardo López Jordán inició una revolución, de la que resultó la muerte de Urquiza a manos del cordobés Simón Luengo. López Jordán fue elegido gobernador por la Legislatura.
El presidente Sarmiento envió a Entre Ríos un ejército formado por divisiones veteranas de la Guerra del Paraguay, cuyo ingreso fue prohibido por el gobernador; cuando el desembarco se produjo, López Jordán ordenó la movilización general de la provincia. Sarmiento declaró la guerra a Entre Ríos, aunque el Congreso de la Nación no autorizó la intervención federal a esa provincia hasta el mes de agosto.
Cuatro ejércitos avanzaron simultáneamente sobre la provincia; las tropas nacionales –superiores en armamento y disciplina– ocuparon las ciudades, por lo que López Jordán debió retirarse al interior de la provincia, donde los entrerrianos –con mejores caballos– se sostenían ventajosamente. En octubre, una sangrienta victoria nacional permitió a los invasores avanzar por el interior entrerriano. Buscando abrir un nuevo frente, López Jordán invadió la provincia de Corrientes, pero el 26 de enero de 1871 fue completamente derrotado en la Batalla de Ñaembé; poco después huyó al Brasil.
El Partido Federal entrerriano fue destruido, y los federales fueron desplazados de todos los puestos públicos, incluso los curas y los maestros.
Mientras tanto, en Corrientes, los liberales combatían entre sí: en enero de 1872, el gobernador –partidario de Mitre– fue derrocado por los autonomistas –partidarios de Sarmiento– que confirmaron su triunfo en combate en el mes de marzo.
En mayo de 1873 los federales llamaron en su auxilio a López Jordán. A fines de ese mes, este ya controlaba toda la provincia, al frente de un ejército que llegó a tener 16 000, bien provisto de artillería e infantería.
Sarmiento respondió poniendo precio a la cabeza de López Jordán y decretando la intervención federal de Entre Ríos. Tres ejércitos ocuparon la provincia bajo el mando superior de Martín de Gainza. Nuevamente se sucedieron combates en toda la provincia; en diciembre, López Jordán fue vencido en la Batalla de Don Gonzalo, tras la cual varios oficiales prisioneros fueron fusilados. El día de Navidad, López Jordán partía hacia el Uruguay.
El caudillo haría un último intento en noviembre de 1876, pero no logró reunir más de 800 hombres, y fue tomado prisionero. Tras pasar tres años preso, huyó al Uruguay. A su regreso, fue asesinado en Buenos Aires.
El Partido Federal había desaparecido en todo el país; algunos de sus antiguos seguidores se incorporarían al Partido Autonomista Nacional, que con el tiempo se convertiría en un partido conservador.

### Población, sanidad y transportes
Una de las primeras medidas de Sarmiento fue organizar el primer censo nacional, que se realizó en el año 1869; el mismo arrojó el resultado de 1 836 490 habitantes para el país. El 8% del total eran inmigrantes europeos, el 70% era población rural, y el 71% del total era analfabeta.
Durante su mandato tuvo un aumento importante la inmigración, con la llegada de 280 000 inmigrantes, que se asentaron principalmente en la ciudad de Buenos Aires y –en menor medida– en colonias agrícolas en las provincias del Litoral.
El rápido aumento de la población en la capital generó problemas de vivienda e higiene a gran escala: en 1871, una epidemia de fiebre amarilla –probablemente a consecuencia de la guerra– causó la muerte en Buenos Aires de alrededor de 14 000 personas. El gobierno nacional en pleno huyó de la ciudad, por lo que la lucha contra la peste debió ser llevada adelante por una comisión; esta dispuso la creación del Cementerio de la Chacarita, y en los años siguientes se crearon las primeras redes de aguas corrientes y de cloacas de la ciudad.
Uno de sus principales objetivos fue la construcción de un ferrocarril trasandino, que uniera el Océano Atlántico con el Pacífico. Para ello se favoreció la construcción del ramal desde Villa María hasta Río Cuarto; también se construyó el ramal desde Córdoba hasta Tucumán, y dos cortos ramales entre Concordia (Entre Ríos) y Mercedes (Corrientes), y entre Buenos Aires y Campana. La red ferroviaria pasó de 573 kilómetros en 1868 a 1331 en 1874.
Durante su mandato se instaló el primer servicio de tranvías en Buenos Aires, se tendieron unos 5000 km de líneas telegráficas y se construyeron algunos puertos, como los de Zárate y San Pedro (Buenos Aires). Se proyectó un puerto moderno en Buenos Aires, endeudándose el país en 30 millones de pesos para llevar adelante la obra, pero ese dinero fue malgastado en obras menores.
En 1873 se creó el Banco Nacional, que prestó el dinero a bajo interés o a deudores insolventes. La deuda pública –impulsada por la generada a raíz de la Guerra del Paraguay– llegó a niveles insostenibles, aunque la crisis económica resultante estallaría durante la gestión de su sucesor.

### Relaciones exteriores
Durante la primera parte de su gestión, el canciller Mariano Varela pretendió llevar adelante una política casi idealista con respecto al futuro del Paraguay: su conocida frase "La victoria no da derechos" formaba parte de un intento de limitar las ambiciones expansionistas del Brasil. La respuesta del Brasil fue aprovechar esa misma política para hacer que el gobierno paraguayo protestara por la ocupación argentina de Villa Occidental, frente a Asunción. Cuando el embajador brasileño en Paraguay forzó cambios en el gobierno paraguayo, el presidente reemplazó a Varela por Carlos Tejedor.
En 1872, el Brasil firmó un tratado de límites con el Paraguay, por el que se adjudicaba todo el territorio en conflicto, y a continuación apoyó al Paraguay en su defensa contra las reclamaciones argentinas. Tejedor inició entonces una agresiva campaña para resolver cuanto antes los diferendos, que llevaron a un creciente enfrentamiento con el Brasil.
Las relaciones con Chile se centraron en la discusión sobre los derechos de ambos países sobre la Patagonia. En 1874 se decidió que un arbitraje del rey de Inglaterra solucionaría los diferendos entre ambos países.
No fue hasta la presidencia de Avellaneda, sucesor de Sarmiento, que se firmó el tratado definitivo de límites con el Paraguay, por el cual la Argentina se adjudicaba la actual provincia de Misiones y el Chaco central, y renunciaba a la parte norte del Chaco boreal, sometiéndose a arbitraje la posesión de la fracción sur del mismo. El arbitraje pactado, laudado en 1878 por el presidente norteamericano Rutherford B. Hayes, adjudicó ese territorio al Paraguay.

## Presidencia de Avellaneda (1874-1880)

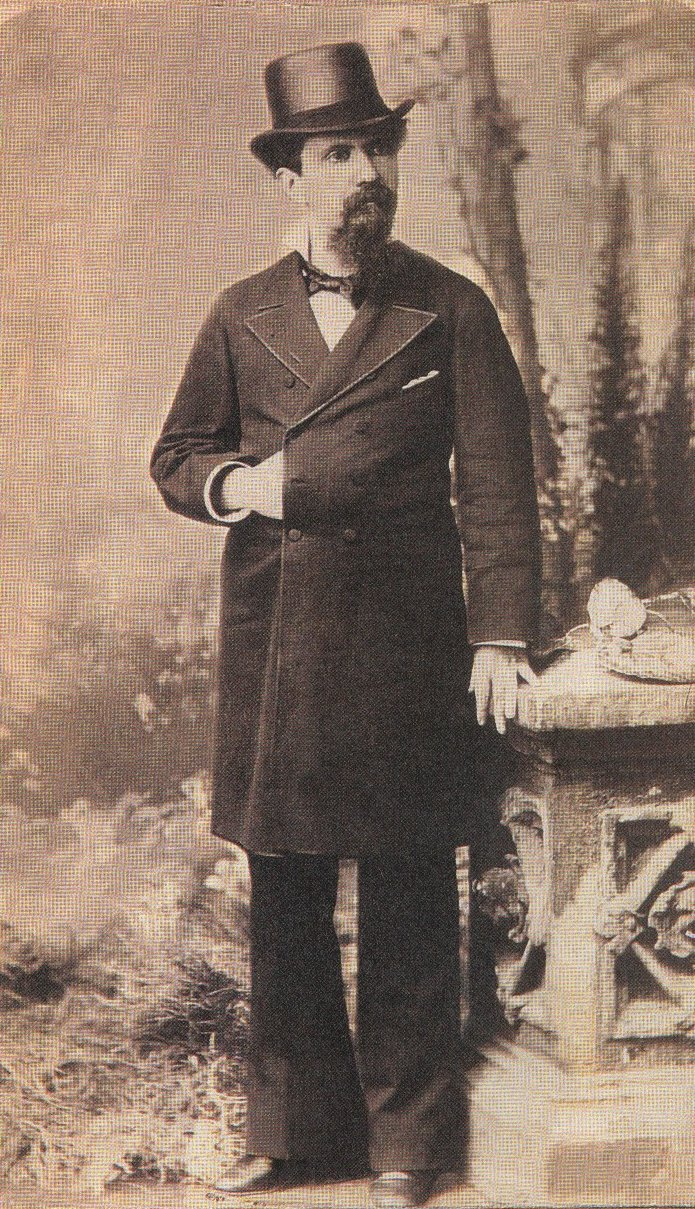
Nicolás Avellaneda.

### Creación del Partido Autonomista Nacional
Un mes antes de las elecciones de 1874, Nicolás Avellaneda, cabeza del Partido Nacional que expresaba los intereses de las provincias de la Confederación, y Adolfo Alsina, cabeza del Partido Autonomista de Buenos Aires, llegaron a un acuerdo para fusionar ambos partidos y crear el Partido Autonomista Nacional (PAN). El PAN logró ganar las elecciones presidenciales de 1874 venciendo al mitrismo y gobernaría sin alternancias los siguientes 42 años, en un virtual sistema de partido único.

### La Revolución del 74
En las elecciones para diputados nacionales de 1874 en Buenos Aires triunfó la oposición mitrista, pero la legislatura provincial alteró los resultados y dio la victoria al Partido Autonomista de Adolfo Alsina. Poco después, en las elecciones presidenciales de 1874, el mitrismo fue derrotado a manos de la alianza entre Alsina y Avellaneda que dio origen al Partido Autonomista Nacional (PAN) y al último a la Presidencia. Ante las derrotas electorales, Mitre buscó retomar el poder mediante la lucha armada.
Sarmiento sabía que se estaba gestando una revolución, por lo que ordenó quitar el mando de tropas a los oficiales rebeldes; pero esto mismo precipitó el comienzo de la sublevación, que comenzó el 23 de septiembre de 1874.
Los jefes militares de la revolución –generales Ignacio Rivas y Juan Andrés Gelly y Obes– se trasladaron al sur de la provincia de Buenos Aires, reuniendo voluntarios en los pueblos de la campaña hasta sumar casi 5000 hombres. No obstante, eran casi enteramente de caballería y estaban mal armados. El 26 de octubre –había esperado que Sarmiento descendiera de la presidencia– Mitre tomó el mando de la revolución.
Por su parte, el general José Miguel Arredondo sublevaba la frontera sur de la provincia de Córdoba y luego ocupó la capital provincial. De allí regresó hacia el sur, buscando unirse a Mitre. El coronel Julio Argentino Roca se interpuso entre los dos ejércitos rebeldes, de modo que Arredondo se trasladó a Mendoza, derrotando a las milicias provinciales en la primera batalla de Santa Rosa y reemplazando a los gobernadores de Mendoza y San Juan.
Suponiendo que Arredondo aún dominaba Córdoba, Mitre marchó hacia el norte. El 26 de noviembre atacó a la pequeña fuerza del teniente coronel José Inocencio Arias, en la batalla de La Verde; la caballería de Mitre fue destrozada por la infantería de Arias, excelentemente armada, parapetada y comandada. Una semana más tarde, Mitre se rendía en Junín.
Por su parte, Arredondo esperó a Roca en Santa Rosa; Roca rodeó las posiciones de su enemigo y lo derrotó el 7 de diciembre en la segunda batalla de Santa Rosa, tomándolo prisionero.
Mitre, Arredondo y sus oficiales fueron arrestados, sometidos a consejo de guerra y dados de baja del Ejército.

### La economía y la crisis
El permanente déficit presupuestario y la urgencia de afrontar el pago de las deudas públicas fue la causa de la sanción, a principios de 1875, de una Ley de Aduanas que aumentaba un 40% los derechos de importación de productos industriales. A fines de 1875 se hizo evidente la crisis financiera del gobierno, causada por los desmanejos financieros del gobierno y por la baja de los precios de las materias primas en el mercado mundial. El Banco Nacional fue utilizado para solventar parte de las necesidades de fondos del gobierno nacional, pero para ello debió acudir, a su vez, a un crédito tomado al Banco de la Provincia de Buenos Aires.
Finalmente, tras buscar infructuosamente otras salidas, el presidente se decidió a una reducción masiva del gasto público, despidiendo 6000 empleados públicos y bajando los sueldos en un 15%. En un discurso muy conocido, afirmó que

Hay dos millones de argentinos que economizarán hasta sobre su hambre y su sed, para responder en una situación suprema a los compromisos de nuestra fe pública en los mercados extranjeros.

No todos estaban de acuerdo con esa solución; existía una fracción del autonomismo –en que sobresalían Dardo Rocha, Miguel Cané, Carlos Pellegrini y Vicente Fidel López– que durante sucesivas discusiones parlamentarias a lo largo del año 1875 propusieron alguna forma de proteccionismo para promover la industrialización, para que el país dejara de depender de las exportaciones de productos primarios y las importaciones de productos industriales. Tras un período durante el cual tuvieron alguna acogida en la prensa, sus propuestas terminarían por ser dejadas de lado ante la progresiva solución de la crisis. Solución que solo en parte se debió a la austeridad gubernamental: fue el aumento del precio de la lana el que revirtió el déficit comercial.
Cuando tuvo en claro que la crisis llegaba a su fin, el presidente propuso una Ley de Inmigración y Colonización –la Ley Avellaneda– que promovía activamente la inmigración por la promoción de su inserción en la sociedad: se garantizaba a los inmigrantes el alojamiento en el puerto de llegada y en el punto del interior en que decidieran radicarse, y se les facilitaba conseguir su primer trabajo. Se produjo un nuevo aumento del número de inmigrantes, que se instalaron en las colonias agrícolas de Santa Fe, Entre Ríos y Córdoba –e incluso unas pocas en Buenos Aires– en mayor proporción que hasta entonces.
En 1876 se realizó el primer embarque de carne congelada hacia Europa, y al año siguiente las primeras exportaciones de cereales. Estas actividades irían creciendo gradualmente hasta convertirse en los dos renglones más importantes de las exportaciones argentinas a partir de la década de 1890.
En 1875 se inauguró la primera Exposición Rural de Buenos Aires, organizada por la Sociedad Rural Argentina, que ha sido continuada anualmente hasta la actualidad.
Como consecuencia –y también como condición necesaria– de esa expansión agrícola, la extensión de la red ferroviaria tuvo un gran impulso durante al gobierno de Avellaneda, llegándose a los 2516 kilómetros al final de su mandato, lo que equivale a un aumento del 89% en seis años. El propio presidente inauguró el ramal hasta San Miguel de Tucumán –iniciado durante la presidencia de Sarmiento– y se extendieron los dos ferrocarriles de la provincia de Buenos Aires: el Oeste y el Sur. También se extendió el ramal que debía ir hacia Chile, llegando hasta Villa Mercedes, en San Luis.

### La conciliación de los partidos
Al asumir el mando, Avellaneda había nombrado un gabinete formado por cuatro provincianos y un porteño, Adolfo Alsina, que ejercía como Ministro de Guerra.
También a principio de ese año se produjeron las elecciones de gobernador en Buenos Aires, en las que el mitrismo se negó a participar; en cambio se enfrentaron dos sectores del autonomismo: uno, sostenido por el presidente, llevó como candidato a Carlos Casares, un estanciero propenso a acercar posiciones con el mitrismo que derrotó al sector más radicalizado, en que figuraban Dardo Rocha, Aristóbulo del Valle y Leandro N. Alem.
Ante la perspectiva de un enfrentamiento permanente con el mitrismo, Avellaneda prefirió pactar con él. Amnistió a los jefes militares de la revolución del 74, incluyó nombres de ese partido en las listas autonomistas para las elecciones de diputados, y en los sucesivos recambios de ministros prefirió nombrar a los amigos de Mitre. En las elecciones porteñas de 1878, la lista de la Conciliación llevó a la gobernación a un autonomista muy cercano al mitrismo, Carlos Tejedor.
Sin embargo, la muerte del ministro Alsina en enero de 1878 inició el distanciamiento de ambos partidos. La intervención del presidente a favor del gobernador riojano –a mediados de ese año– causó la renuncia de los ministros mitristas. El presidente se apoyó desde entonces exclusivamente en la Liga de Gobernadores, que pasó a llamarse oficialmente Partido Autonomista Nacional. Por su parte, Mitre anunció la creación oficial del Partido Nacionalista. El general Gainza y el gobernador Tejedor se incorporaron al Partido Nacionalista.

### La Conquista del Desierto
En 1867 se había promulgado la Ley 215, que ordenaba al gobierno nacional llevar las fronteras al Río Negro; no pudo tener aplicación debido a la Guerra del Paraguay.
La ofensiva contra los indígenas debió esperar hasta el año 1872; ante las señales de que se planeaban ataques contra sus tolderías, el cacique mayor Calfucurá ordenó el malón más grande de la historia, que –en marzo de ese año– atacó y saqueó gran parte del centro de la provincia de Buenos Aires. Una rápida reacción del general Rivas con apoyo de indígenas ranqueles le permitió una completa victoria en la batalla de San Carlos.
A partir de entonces, y favorecido el gobierno nacional por la muerte de Calfucurá, se inició una serie de avances en la frontera, especialmente en el oeste de Buenos Aires. A principios de 1876, los caciques Juan José Catriel y Manuel Namuncurá –hijo y sucesor de Calfucurá– lanzaron otro gran malón sobre el sur bonaerense.
El ministro Alsina lanzó entonces una agresiva campaña para ocupar el oeste bonaerense: a lo largo de 1876 avanzó con cinco columnas paralelas sobre los principales asentamientos de avanzada de los indígenas, ocupándolos. Para evitar nuevas incursiones, ordenó la construcción de la llamada Zanja de Alsina: una línea de fortines unidos por una zanja de 3,50 metros de ancho por 2,60 metros de profundidad, que sirvió como límite para los territorios sin conquistar de 374 km entre Italó –en el sur de Córdoba– y Nueva Roma, a corta distancia de Bahía Blanca.
Sin darse cuenta, al tomar las lagunas del oeste bonaerense, Alsina destruyó las bases de la prosperidad de los indígenas, ya que las lagunas ocupadas eran utilizadas para mantener alimentados a sus caballos y para engordar los animales arreados por los malones; por otro lado, en esos años la población indígena fue atacada por una epidemia de viruela que costó la vida a miles de ellos.
Tras la muerte de Alsina, Avellaneda nombró en su reemplazo al general Julio Argentino Roca, que había criticado la supuesta actitud defensiva de Alsina. En contraste con su antecesor, que había intentado incorporar a los indígenas a la civilización occidental, Roca creía que la única solución contra la amenaza de los indígenas era su sometimiento, su expulsión o su eliminación. Sobre la base de esa premisa propuso un proyecto de ley para ocupar todo el territorio indígena hasta los ríos Negro y Neuquén en dos años. La ley fue sancionada el 4 de octubre de 1878, acordando 1 700 000 pesos al proyecto, cuando el plan ya estaba en marcha.
A lo largo del año 1878 se lanzaron sucesivas ofensivas sobre las posiciones indígenas, causando centenares de bajas a las fuerzas de Namuncurá y la captura de los temidos caciques ranqueles Pincén, Catriel y Epumer. Unos 4000 indígenas –en su mayoría mujeres y niños– fueron capturados en estas campañas.
El 11 de octubre de 1878, mediante la Ley 954, se creó la Gobernación de la Patagonia, con sede en Mercedes de Patagones, actual Viedma, con jurisdicción hasta el cabo de Hornos. Su primer gobernador fue el coronel Álvaro Barros.
En abril de 1879 se lanzó el ataque final: cinco divisiones que sumaban 6000 hombres –incluyendo 820 indígenas aliados – avanzaron en abanico hacia el río Negro; el ministro Roca festejó el 25 de mayo en la isla Choele Choel. De acuerdo a la Memoria presentada por el ministro de Guerra, 1313 indios de lanza resultaron muertos y 1271 tomados prisioneros; cinco caciques principales fueron tomados prisioneros y uno fue muerto; 10 513 indios de chusma –mujeres y niños– fueron tomados prisioneros, y otros 1049 fueron reducidos.

### La revolución de 1880
Tras el fracaso de la Conciliación, los nacionalistas propusieron como candidato presidencial a Tejedor, que contaba con el respaldo de Buenos Aires y Corrientes. Tras la muerte de Alsina –candidato natural de los autonomistas– el general Roca fue propuesto como candidato por su cuñado, el gobernador cordobés Miguel Juárez Celman, y en Buenos Aires por el médico Eduardo Wilde; pronto tuvo el apoyo de la mayor parte de los gobernadores.
Poco antes, Avellaneda había propuesto la federalización de la ciudad de Buenos Aires como solución definitiva a la "cuestión capital".
Tejedor ordenó la formación de milicias provinciales, y gran cantidad de porteños se alistaron en una fuerza militar de voluntarios. A comienzos de 1880, por decreto, Avellaneda prohibió a las provincias crear cuerpos voluntarios armados, y a los oficiales del Ejército adiestrar a los voluntarios porteños. Muchos de estos, incluidos los generales Arias y Campos y el coronel Hilario Lagos (hijo), solicitaron la baja del Ejército. Tras una agresiva manifestación porteña que estuvo a punto de atacar la Casa Rosada, el 17 de febrero Tejedor se reunió con Avellaneda, que se comprometió a no ocupar la capital con el Ejército.
El 11 de abril se realizaron las elecciones para presidente, de las que surgió una amplia victoria para los electores de Roca, excepto en Buenos Aires y Corrientes. El 25 de abril, en una reunión en una cañonera, Tejedor ofreció a Roca su renuncia a la candidatura presidencial, a cambio de igual gesto de parte de Roca, que rechazó el pedido. El desembarco de 3500 fusiles y miles de municiones en el Riachuelo causó un tiroteo entre fuerzas porteñas y nacionales.
El 13 de junio, Avellaneda decretó el traslado del gobierno federal al pueblo de Belgrano como capital provisional, y el Senado y parte de la Cámara de Diputados se trasladaron allí. Ese mismo día se reunió el Colegio Electoral, que eligió presidente al general Roca.
Cuatro días más tarde comenzaron los combates; tras dos batallas sobre el Riachuelo, las fuerzas porteñas lograron detener por tercera vez a las nacionales en los Corrales. Ante la amenaza de un nuevo ataque, el coronel Lagos abandonó sus posiciones.
Se habían producido unos 3000 muertos, y la situación de Buenos Aires era desesperada: apenas contaba con 4000 hombres y las fuerzas nacionales seguían avanzando, de modo que Tejedor encargó a Mitre negociar con el presidente. El día 25 de junio se firmó un acuerdo que incluía una amplia amnistía, la renuncia de Tejedor, el reconocimiento de la elección presidencial de Roca y la federalización de Buenos Aires si el Congreso así lo decidía. Las milicias fueron desarmadas, y Tejedor renunció el día 30.

### La solución de la cuestión Capital
El 24 de agosto el presidente envió el proyecto de ley para federalizar la ciudad de Buenos Aires, que fue sancionada el 21 de septiembre.
Todavía faltaba –de acuerdo con lo establecido por la reforma constitucional de 1860– la aprobación de la federalización por parte de la legislatura porteña. Esta inició el debate el 12 de noviembre, destacándose en su defensa el diputado, periodista y poeta José Hernández, mientras que el principal opositor fue Leandro N. Alem, ambos autonomistas. El 25 de noviembre la Ley fue aprobada por mayoría.
Durante la gobernación de Dardo Rocha, la capital de la provincia de Buenos Aires se establecería en una ciudad que fue fundada especialmente con ese fin en noviembre de 1882, con el nombre de La Plata. En 1887 se incorporarían los partidos de Flores y Belgrano a la Capital Federal.
El 12 de octubre de 1880, el general Julio Argentino Roca había asumido la presidencia de la Nación, iniciando el período de la República Conservadora.